# نبرد آنتی‌تام
نبرد آنتی‌تام (انگلیسی: Battle of Antietam) همچنین شناخته شده با نام دیگر نبرد شارپسبرگ، نبردی است از مجموعه جنگ‌های داخلی آمریکا که در جنوب ایالات متحده و در ۱۷ سپتامبر ۱۸۶۲ در نزدیکی شارپسبرگ، مریلند به عنوان بخشی از کمپین مریلند به وقوع پیوست. این نبرد نخستین رویارویی دو ارتش در جبهه شرقی در جنگ داخلی آمریکا بود که در خاک اتحادیه انجام گرفت و خونین‌ترین نبرد به وقوع پیوسته در طول یک روز در ایالات متحده است که در مجموع، ۲۲۷۱۷ نفر کشته، زخمی یا از دست رفته برجای گذاشت.
با پیشروی نیروهای موتلفه به فرماندهی رابرت ادوارد لی به سوی مریلند ژنرال جورج بی مک‌کللن فرمانده نیروهای اتحادیه حمله‌ای را علیه سپاه رابرت لی تدارک دید و در پشت رودخانه آنتی تام موضعی دفاعی گرفت. در بامداد روز ۱۷ سپتامبر، ژنرال ژوزف هوکر از فرماندهان ارتش اتحادیه با گردان‌های سواره نظام حمله سنگینی را به جناح چپ ارتش لی آغاز کرد. یورش‌ها و پاتک‌های مارپیچی شکل در سراسر کشتزارهای ذرت میلر و در مسیر کلیسای دانکر درجریان بود. سرانجام نیروهای اتحادیه موفق شدند با یورش‌های خود در مسیر جاده سانکن در مرکز سپاه جنوبی‌ها شکافی ایجاد و نفوذ کنند، اما این اقدام مزیتی برای آن‌ها در پی نداشت. با فرارسیدن ظهر، گردان‌های دیگری از ارتش اتحادیه به فرماندهی ژنرال امبروز برن‌ساید وارد میدان نبرد شدند و پس از تسخیر یک پل سنگی بر فراز رودخانه آنتی تام به سمت راست جناح لی پیشروی کردند. در یک لحظه حساس در میدان جنگ، ژنرال ارتش موتلفه ای.پی. هیل از سمت هارپرز واقع در ویرجینیای غربی از راه رسید و ضدحمله غافلگیرکننده‌ای علیه نیروهای اتحادیه ترتیب داد. بر اثر این ضدحمله نیروهای برن ساید به عقب رانده شدند و یورش‌های نیروهای اتحادیه پایان یافت. با وجود برتری عددی دو بر یک ارتش اتحادیه در شمار نیروها، ژنرال لی تمام نیروهایش را وارد نبرد کرد. این درحالی بود که ژنرال مک‌کللن سه چهارم نیروهای خود را برای انجام حمله‌ای دیگر فرستاد. این موضوع ژنرال لی را قادر ساخت تا با جنگ نشسته و ایستا با نیروهای اتحادیه به نبرد بپردازد. در طول شب هر دو سپاه، خطوط و مواضع خود را به یکدیگر نزدیکتر کردند. ژنرال لی در ۱۸ سپتامبر، برای وارد آوردن تلفات و آسیب رساندن بیشتر به دشمن با سپاه ژنرال مک‌کللن به زدوخورد پرداخت. تا زمانی که با موفقیت توانست تمام نیروهایش را از روی رود پوتوماک حرکت دهد.

## پیش زمینه جنگ
ارتش ویرجینیای شمالی با ۵۵۰۰۰ هزار سرباز به فرماندهی رابرت لی پس از موفقیت در دفع حمله ارتش اتحادیه به سمت ریچموند در تابستان سال ۱۸۶۲، اردوکشی به سوی مریلند را آغاز کرد. در سرتاسر ماه سپتامبر، ارتش ژنرال لی به سمت شمال پیشروی کرد و پادگان ارتش اتحادیه در هارپرز فری را تسخیر کرد. سپس به سمت منطقه ساوت مانتین واقع در میدان نبرد موضع گرفت. رابرت لی معمار پیروزی‌های ارتش جنوب در جبهه شرقی بود. وی به‌دنبال بهره‌برداری از فرصتی بود که پس از پیروزی در دومین نبرد بول ران برایش فراهم شد. ژنرال لی از همان آغاز جنگ به این نکته پی برده بود که بالاترین امیدواری برای استقلال جنوب، تضعیف روحیه و ناامیدی مردم شمال است. اگر شمالی‌ها به این باور می‌رسیدند که پیروزی در جنگ ناشدنی یا هزینه بالایی خواهد داشت، آن هنگام استقلال و به رسمیت شناختن جنوب امری محتمل به نظر می‌رسید.

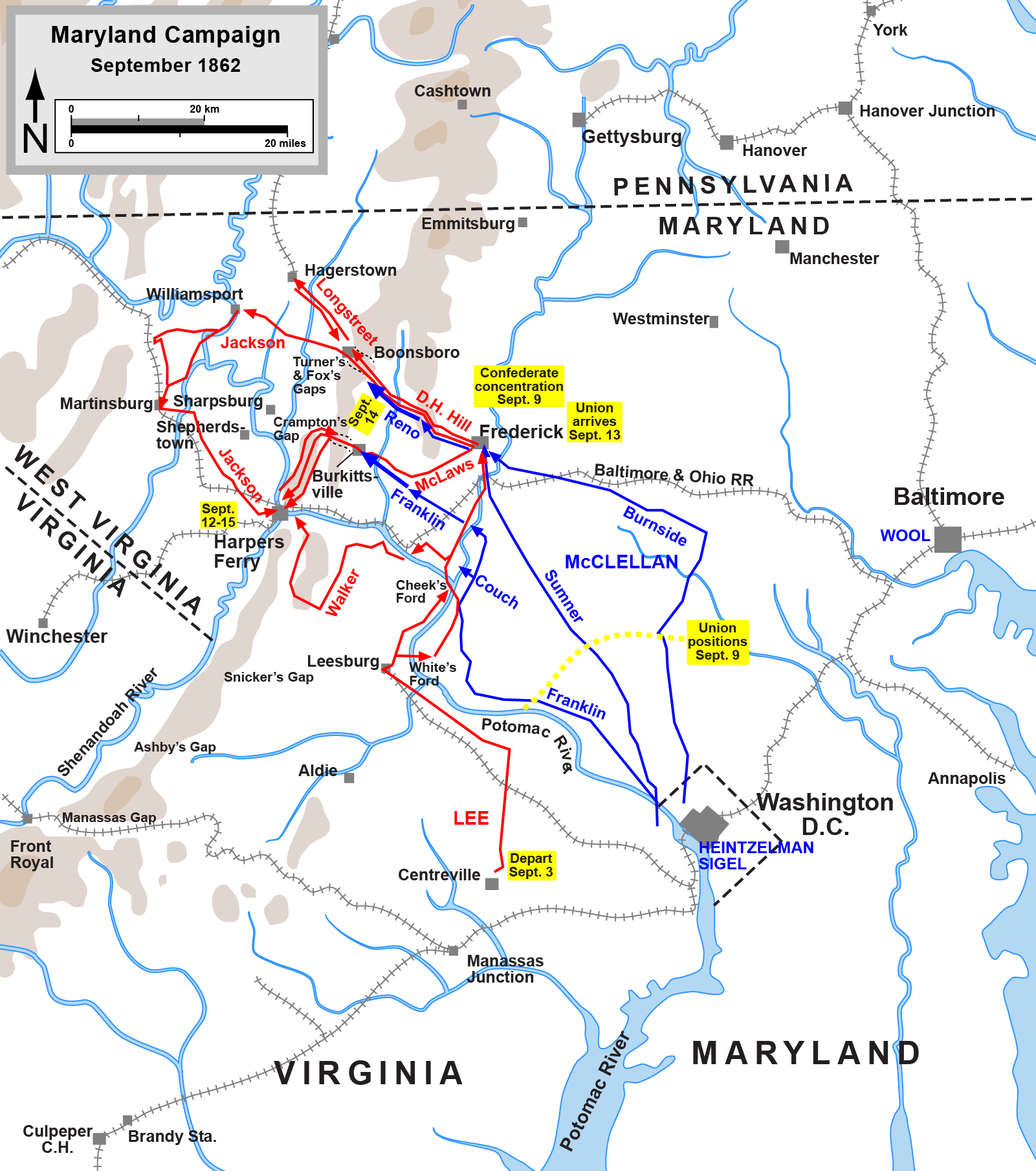
نقشه اردوکشی مریلند از سوم تا پانزدهم سپتامبر ۱۸۶۲. مسیر پیشروی نیروهای اتحادیه به رنگ آبی و نیروهای کنفدراسیون به رنگ قرمز نشان داده شده‌است.

در هشتم سپتامبر ژنرال رابرت لی در خلال اردوکشی مریلند در فردریک بیانیه‌ای برای مردم مریلند صادر کرد. وی در بیانیه خود اعلام کرد که اردوکشی وی جهت آزادسازی مریلند و پیوستن آن به کنفدراسیون جنوب است. نامه‌های محرمانه لی به جفرسون دیویس رئیس‌جمهور ایالات مؤتلفه آمریکا نشان می‌دهد که خود لی چندان به پیوستن مریلند به کنفدراسیون امیدوار نبود. با اینحال این بیانیه توجیه مناسبی برای اشغال بخشی از خاک اتحادیه توسط ارتشش بود. سپس فرمان‌های سختگیرانه‌ای جهت بازداشتن سربازانش از چپاول و غارتگری صادر کرد. وی از دیویس درخواست کرد زمینه گفتگو با دولت اتحادیه پیرامون به رسمیت شناختن جنوب را باز کند. با فرض بر اینکه، اندیشه‌های همگانی در ایالت‌های شمالی در میانه برگزاری انتخابات پاییزی تحت تأثیر بزرگنمایی پیرامون لشکرکشی اش قرار گیرد. تا زمینه برای عملیات تهاجمی در سرتاسر جبهه غرب تا رود می‌سی‌سی‌پی مهیا شود. بدین صورت ژنرال لی می‌توانست طی چند هفته در صورت پیروزی احتمالی به جنگ پایان دهد.
در واشینگتن خبرهای پیشروی لشکر انبوه جنوبی‌ها برای رئیس‌جمهور لینکلن مشکلات بسیاری را به ارمغان آورد. شکست نیروهای اتحادیه در دومین نبرد بول ران موجب افزایش انتقادها و یک سری از اتهام زنی‌های زشت شد. سرلشکر جان پوپ مدعی بود که در طی آن نبرد سرلشکر مک‌کللن و ارتش پوتوماک به اندازه کافی از وی حمایت نکرده بود. همچینین اتهام‌هایی را نیز به برخی از افسران کلیدی نبرد مطرح کرد. لینکلن دریافته بود که پوپ اعتماد ارتش را از دست داده و می‌بایست برکنار شود. وی امیدوار بود تا فضای مناسبی برای برگزیدن یک فرمانده تازه به وجود بیاید و در یک اقدام آنی سرلشکر مک‌کللن را
به عنوان فرمانده موقت تمامی نیروهای موجود در پایتخت منصوب کرد. با این وجود احساسات منفی بسیاری علیه مک‌کللن در برخی از اعضای کابینه لینکلن وجود داشت که به رئیس‌جمهور اعلام کردند باور ندارند مک‌کللن گزینه مناسبی برای فرماندهی در ارتش ایالات متحده باشد. اما ژنرال لی فرصتی برای لینکلن باقی نگذاشته بود. تهاجم ارتش کنفدراسیون به مریلند موجب شده بود تا لینکلن بی‌درنگ فرماندهی برای ارتش بگمارد. از سویی با توجه به سرعت رویدادها، وی چاره‌ای جز انتصاب مک کللان در این مقام را نداشت، زیرا سرلشکر مک کللان اعتماد ارتش را در اختیار داشت.

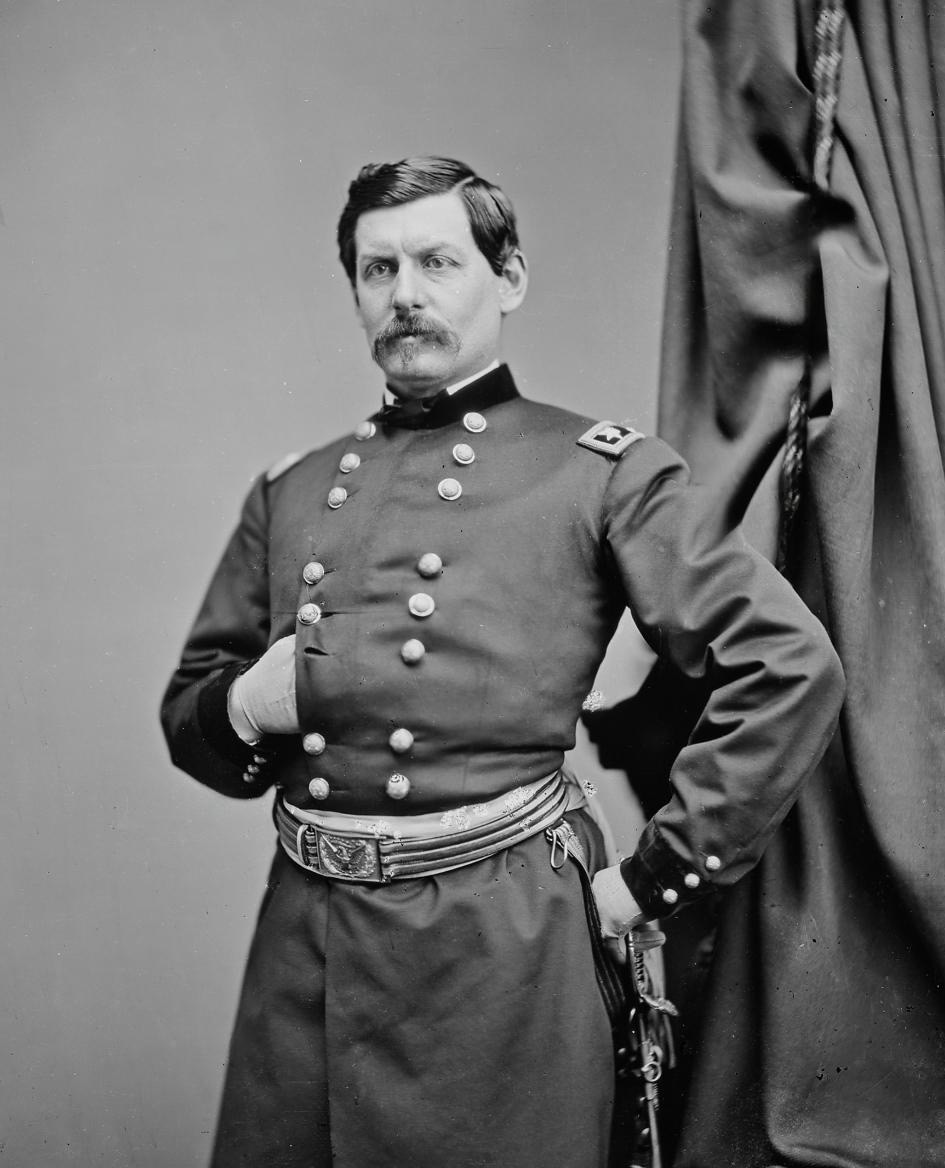
سرلشکر مک‌کللن فرمانده ارتش اتحادیه در آنتی تام

سرلشکر مک‌کللن اطلاعات کافی از میزان ارتش کنفدراسیون یا مسیر پیشروی آنان در دست نداشت. از این رو جبهه دفاعی ارتش اتحادیه را به هر دو منطقه واشینگتن و بالتیمور گسترش داد. بنا به دستور مک‌کللن ارتش اتحادیه می‌بایست از سه مسیر جداگانه به سوی فردریک پیشروی می‌کرد. در هنگام پیشروی، ژنرال مک‌کللن اخبار و برآوردهای گوناگونی از نقشه‌ها و اهداف ژنرال لی و میزان ارتش وی دریافت می‌کرد. بهترین تخمین وی بر پایهٔ گزارش‌های سواره نظام و اطلاعات مردم غیرنظامی بود که میزان ارتش کنفدارسیون را در حدود صد هزار تن که در واقع دو برابر اندازه واقعی ارتش ژنرال لی بود نشان می‌داد. سرلشکر مک‌کللن عملیات خودش را برپایه همین داده‌ها قرار داد. موردی که مورخان معاصر دلیل اصلی تاکتیک‌های محافظه کارانه وی در میدان نبرد برشمرده‌اند. اما در جبهه جنوبی‌ها، طبق دستور ویژه ژنرال لی در فرمان ویژه ۱۹۱، در دهم سپتامبر سرلشکر استون‌وال جکسن با نیروهایش به سمت هارپرز فری پیشروی کرد و پیش از رسیدن به آن محل طی یک مسیر انحرافی به سمت غرب پیش راند و موفق شد یک پادگان اتحادیه در مارتینزبرگ تسخیر کند.
به هنگام پیشروی ارتش پوتوماک، دو سرباز اتحادیه به نام‌های بارتون دبلیو میچل و جان ام بلوس از هنگ ۲۷ سربازان داوطلب ایندیانا به‌طور تصادفی جزئیاتی از برنامه جنگی ژنرال لی را که درون یک سیگار پیچیده شده بود پیدا کردند. این نقشه موقعیت جغرافیایی و مسیر استقرار جنوبی‌ها در هارپرزفری، ویرجینیای غربی، هیجرس تاون را نشان می‌داد؛ بنابراین سرنوشت جنگ به این موضوع بستگی پیدا کرد که ژنرال مک‌کللن به اندازه کافی و به‌سرعت پیشروی را از سر بگیرد. وی هیجده ساعت برای بهره بردن از این اطلاعات و گردآوردن نیروهایش وقت صرف کرد؛ بنابراین فرصت را برای وارد آوردن شکستی قاطع به ژنرال لی را از دست داد.
در ۱۴ سپتامبر ژنرال مک‌کللن با لشکر جنوبی‌ها به فرماندهی دنیل هاروی هیل در منطقه ساوت مانتین به نبرد پرداخت. با نزدیک شدن نیروهای فدرال در ۱۶ و ۱۷ سپتامبر رابرت لی نیروهایش را متمرکز کرد. در ادامه روز ژنرال مک‌کللن در ناحیه آنتی تام در یکی از خونین‌ترین نبردهای تاریخ آمریکا با بیش از ۲۲ هزار کشته و زخمی به نیروهای ژنرال لی یورش برد. در پایان نبرد از دیدگاه تاکتیکی هیچ‌یک از دو طرف برتری به‌دست نیاوردند. در شب ۱۸ سپتامبر رابرت لی از برابر ارتش پوتوماک عقب‌نشینی کرد. مک‌کللن تلاش کرد جنوبی‌ها را دنبال کند اما در ۲۰ سپتامبر در شپهردستوون، ویرجینیای غربی از دنبال کردن دشمن دست کشید. رئیس‌جمهور لینکلن از این نبرد جهت بکار بردن اهداف سیاسی و فراهم آوردن پیش زمینه به‌منظور صدور بیانیه آزادی بردگان استفاده کرد.

## فرماندهان و نیروهای دو سپاه

### ارتش اتحادیه
سرلشکر مک‌کللن فرمانده ارتش پوتوماک پیش از نبرد به منظور تقویت ارتش اتحادیه، شش لشکر پیاده‌نظام ارتش ویرجینیا را که فرماندهی آنان در گذشته برعهده ژنرال جان پوپ بود به سپاه خود ملحق کرد.
| فرماندهان ارتش اتحادیه |
| --- |
| - سرلشکر ژوزف هوکر (لشکر یکم) - سرلشکر ادوین سامنر (لشکر دوم) - سرلشکر ویلیام فرانکلین (لشکر ششم) - سرلشکر امبروز برن‌ساید (لشکر نهم) - سرلشکر جوزف مانسفیلد (لشکر دوازدهم) |

لشکر یکم ارتش اتحادیه به سر فرماندهی سرلشکر ژوزف هوکر و فرماندهی تیپ‌ها بر عهده
- تیپ یکم به فرماندهی سرتیپ ابنر دابلدی، شامل هنگ‌هایی به سرکردگی سرتیپ مارسنا رادولف پاتریک و سرتیپ جان گیبون
- تیپ دوم به فرماندهی سرتیپ جیمز بریتون ریکتز، شامل هنگ‌هایی به سرکردگی سرتیپ آبراهام دووری، سرهنگ ویلیام کریستین و سرتیپ جورج لوکاس هارتسف
- تیپ سوم به فرماندهی سرتیپ جورج مید، شامل هنگ‌هایی به سرکردگی سرتیپ ترومن سیمور دارای ۴۰ عراده توپ جنگی

لشکر دوم ارتش اتحادیه به سرفرماندهی سرلشکر ادوین سامنر و فرماندهی تیپ‌ها بر عهده
- تیپ یکم به فرماندهی سرتیپ اسرائیل ریچاردسون شامل هنگ‌هایی به سرکردگی سرتیپ جان کورتیس کالدول، سرتیپ توماس فرانسیس میجیر و سرتیپ جان روتر بروکس
- تیپ دوم به فرماندهی سرتیپ جان سیجویک شامل هنگ‌هایی به سرکردگی سرتیپ ویلس گورمن ،اولیور هوارد و ناپلئون دانا
- تیپ سوم به فرماندهی سرتیپ ویلیام هنری فرنچ شامل هنگ‌هایی به سرکردگی سرتیپ ناتان کیمبال، دوایت موریس و مکس ویبر دارای ۴۲ عراده توپ جنگی

لشکر پنجم اتحادیه به سرفرماندهی سرلشکر فیتس جان پورتر و فرماندهی تیپ‌ها بر عهده
- تیپ یکم به فرماندهی سرلشکر جورج مورل شامل هنگ‌هایی به سرکردگی سرهنگ جیمز بارنز و سرتیپ چارلز گریفین
- تیپ دوم به فرماندهی سرتیپ جورج سایکس شامل هنگ‌هایی به سرکردگی سرهنگ رابرت باچانان، سرگرد چارلز لاول و سرهنگ گاورنیه وارن
- تیپ سوم به فرماندهی سرتیپ اندرو اتکینسن هامفریس شامل هنگ‌هایی به سرکردگی سرتیپ اراستوس برنارد تیلور و سرهنگ پیتر آلابک دارای ۷۰ عراده توپ جنگی

لشکر ششم اتحادیه به سرفرماندهی سرلشکر ویلیام فرانکلین و فرماندهی تیپ‌ها بر عهده
- تیپ یکم به فرماندهی سرتیپ هنری وارنر اسلوکوم شامل هنگ‌هایی به سرکردگی سرهنگ آلفرد توماس آرچیمدس توربرت، سرهنگ جوزف بارتلت و سرتیپ جان نیوتن
- تیپ دوم به فرماندهی داریوس ان. کوچ (بخشی از هنگ‌هایی چهارم)، همچنین هنگ‌هایی به سرکردگی چارلز دونز جونیو، آلبیون پاریس هاو دارای ۳۶ عراده توپ جنگی

لشکر نهم اتحادیه به سرفرماندهی سرلشکر امبروز برن‌ساید و فرماندهی تیپ‌ها بر عهده
- تیپ یکم به فرماندهی سرتیپ اورلاندو ویل کاکس شامل هنگ‌هایی به سرکردگی بنجامین کریس و توماس ولش
- تیپ دوم به فرماندهی سرتیپ ساموئل استورجیس شامل هنگ‌هایی به سرکردگی جئوز ناگل و ادوارد فررو
- تیپ سوم به فرماندهی سرتیپ آیزاک رودمن شامل هنگ‌هایی به سرکردگی سرهنگ هریسون فیرچایلد و ادوارد هارالد
- هنگ کاوانا به فرماندهی سرهنگ هیو اوینگ و جورج کروک

لشکر دوازدهم اتحادیه به سرفرماندهی سرلشکر جوزف مانسفیلد و فرماندهی تیپ‌ها بر عهده
- تیپ یکم به فرماندهی سرتیپ آلفوس ویلیامز شامل هنگ‌هایی به سرکردگی سرتیپ ساموئل کرافورد و سرتیپ جورج گوردون
- تیپ دوم به فرماندهی سرتیپ جورج سیرس گرین شامل هنگ‌هایی به سرکردگی سرهنگ هکتور تیندال، سرهنگ هنری استین روک
- تیپ سواره نظام به فرماندهی سرتیپ آلفرد پلیستون دارای ۱۶ عراده توپ جنگی

### ارتش موتلفه
| فرماندهان ارتش موتلفه                                                                                             |
| --- |
| - سرلشکر جیمز لنگستریت (لشکر یکم) - سرلشکر استون‌وال جکسن (لشکر دوم) - سرلشکر جیمز ایول براون استوارت (سواره نظام) |

ژنرال رابرت ادوارد لی فرمانده ارتش ویرجینیای شمالی فرماندهی ارتش موتلفه را در آنتی تام برعهده داشت.
لشکر یکم ارتش ایالات موتلفه به سر فرماندهی سرلشکر جیمز لنگستریت و فرماندهی تیپ‌ها برعهده
- تیپ یکم به فرماندهی سرلشکر لافایت مک لاو شامل هنگ‌هایی به سرکردگی جوزف کرشاو، هویل کوب، پل جیمز سیمس و ویلیام برکسادل
- تیپ دوم به فرماندهی سرتیپ ریچارد هیرون آندرسن شامل هنگ‌هایی به سرکردگی آلفرد کامینگ ،کارنوت پوسی، لویس اندرسون آرمیستد، راجر اتکینسون پرایور و امبروز رایت
- تیپ سوم به فرماندهی سرتیپ دیوید رامف جونز شامل هنگ هایی به فرماندهی سرهنگ جورج توماس اندرسون ، برادلی تیلور جانسون ، رابرت تومبز ، ریچارد بروک گارنت ، جیمز ال. کمپر
- تیپ چهارم به فرماندهی سرتیپ جان جورج والکر شامل هنگ هایی به فرماندهی رابرت رانسام جونیور ، فن هاتوگ مانینگ
- تیپ پنجم به فرماندهی سرتیپ جان بل هود شامل هنگ‌هایی به سرکردگی ویلیام تاتوم وافورد و ادوارد ام. لاو
- تیپ مستقل سرتیپ ناتان جورج ایوانز

لشکر دوم ارتش ایالات موتلفه به سر فرماندهی سرلشکر استون‌وال جکسن و فرماندهی تیپ‌ها برعهده
- - تیپ یکم به فرماندهی دنیل هاروی هیل شامل هنگ‌هایی به سرکردگی راسوئل رایپلی، رابرت ایمت رودس، ساموئل گارلند جونیور، جورج برگوین اندرسون و آلفرد اچ. کولکویت
- تیپ دوم به فرماندهی سرتیپ ای. پی. هیل شامل هنگ‌هایی سبک به سرکردگی لورنس اوبرایان برنچ، ماکسکی گرگ، جیمز جی. آرچر، ویلیام دورسی پندر، جان بروکنبرو و ادوارد لوید توماس
- تیپ سوم به فرماندهی سرتیپ جان رابرت جونز شامل هنگ‌هایی به سرکردگی اندرو گریسبی، ادوارد هریسون وارن، بردلی تیلور جانسون و ویلیام ادوین استارک
- تیپ چهارم به فرماندهی سرتیپ الکساندر لاوتن شامل هنگ‌هایی به سرکردگی مارسلوس داگلاس، جوبال ارلی، جیمز الکساندر والکر و هری تامپسون هیز
- توپخانه ذخیره به فرماندهی سرتیپ ویلیام پندلتون و تیپ سواره نظام به فرماندهی سرلشکر جیمز ایول براون استوارت[۲۰]

## طرح‌ریزی و صف آرایی

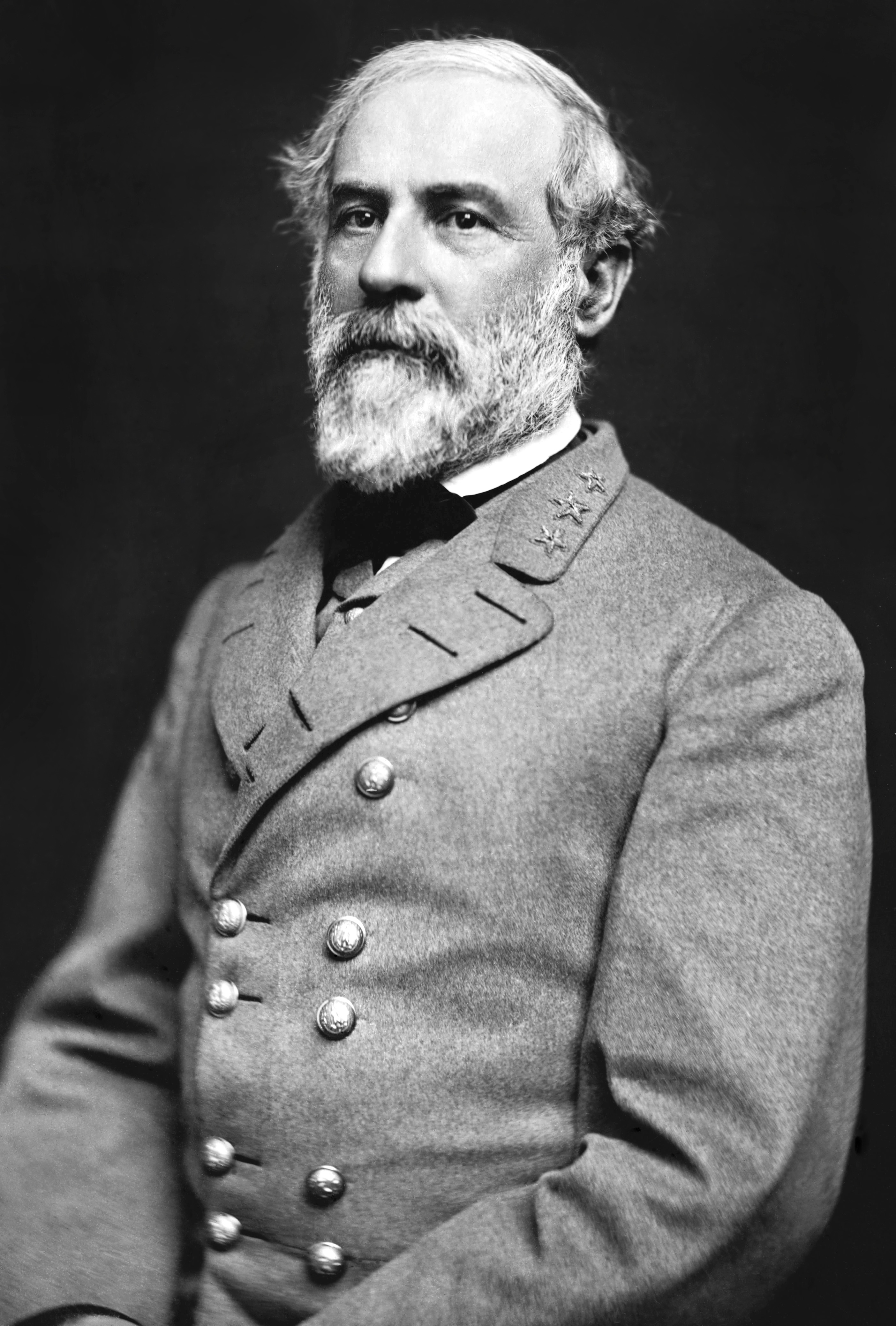
ژنرال رابرت لی فرمانده ارتش موتلفه (کنفدراسیون)

در ۱۵ سپتامبر ژنرال لی در نزدیکی شهر شارپسبورگ نیروهای خود را در پشت رودخانه آنتی تام به شکل نوار باریکی در یک موقعیت دفاعی بسیار مناسب سازماندهی کرد. موقعیت ارتش کنفدراسیون غیرقابل نفوذ به نظر می‌رسید. زمینی که بر روی آن سنگر گرفته بودند دارای پوشش عالی برای استتار پیاده‌نظام همراه با وجود پرچین‌ها، نرده‌ها، دیوارهای سنگی و زمینی نمناک که سرتاسر پوشیده ازگودال‌ها، چاله‌ها و سنگ‌های آهکی بود. تنها مانع کوچکی که روبروی آنان قرار داشت جوی آبی بود ۱۸ تا ۳۰ متر پهنا داشت و با وجود سه پل سنگی که هر کدام یک و نیم کیلومتر از هم فاصله داشتند که مکان مناسبی برای گذر کردن و پیشروی بود. همچین موقعیت دشواری نیز برایشان بشمار می‌رفت زیرا پشت سرشان توسط رودخانه پوتوماک بسته شد. در موقع اضطراری فقط یک نقطه برای عقب‌نشینی از سوی فورت بوستر در شپهردستوون در دسترس بود.
ارتش اتحادیه به فرماندهی ژنرال مک‌کللن به سوی غرب به سمت بونسبورو پیشروی کرد. میان نیروهای اتحادیه و کنفدراسیون (موتلفه)، کوهستان ساوت مانتین (انگلیسی: South Mountains) قرار گرفته بود. درخلال گذر از منطقه کوهستانی دو زدوخورد در ناحیه ترنر کپ (انگلیسی: Turner Gap) و کرامپتون کپ (انگلیسی: Crampton Gap) صورت گرفت. جنوبی‌ها نمی‌توانستند موقعیت خود را نگه دارند بنابراین موضع خود را در برابر ارتش اتحادیه از دست دادند. ژنرال لی به خوبی دریافته بود که می‌بایست به سمت ویرجینیا عقب‌نشینی کند. با این وجود پیروزی برق آسا و چشمگیر ژنرال جکسن برابر پادگان اتحادیه در هارپرز فری او را متقاعد کرد تا در شارپسبورگ موضع بگیرد. این یک امتیاز بزرگ برای ژنرال لی بشمار می‌رفت که نیروهایش را بر روی رود پوتوماک سنگربندی کند. اما در کنار آن ضعف بزرگی نیز بشمار می‌رفت. اگر روند جنگ به زیان آن‌ها پیش می‌رفت، هیچ راهی برای عقب‌نشینی وجود نداشت. در ۱۵ سپتامبر ژنرال لی نیروهایش را پشت رود آنتی تام قرار داد. ارتش اتحادیه نیز در آن سوی رودخانه موضع گرفت. به مدت یک روز هر دو سپاه به یکدیگر نگاه می‌کردند. در این هنگام ژنرال مک‌کللن در حال پی ریزی برنامه و نقشه جنگ بود. سرانجام در ۱۷ سپتامبر خونین‌ترین نبرد تاریخ آمریکا تا آن روز آغاز شد. درحالی که شمار نیروهای اتحادیه سه برابر ارتش کنفدراسیون بود. اما ژنرال مک‌کللن به اشتباه گمان می‌کرد شمار نیروهای جنوبی صد هزار تن است. همین دلیل موجب تأخیر در طرح‌ریزی برنامه جنگ و اجرای آن شد.

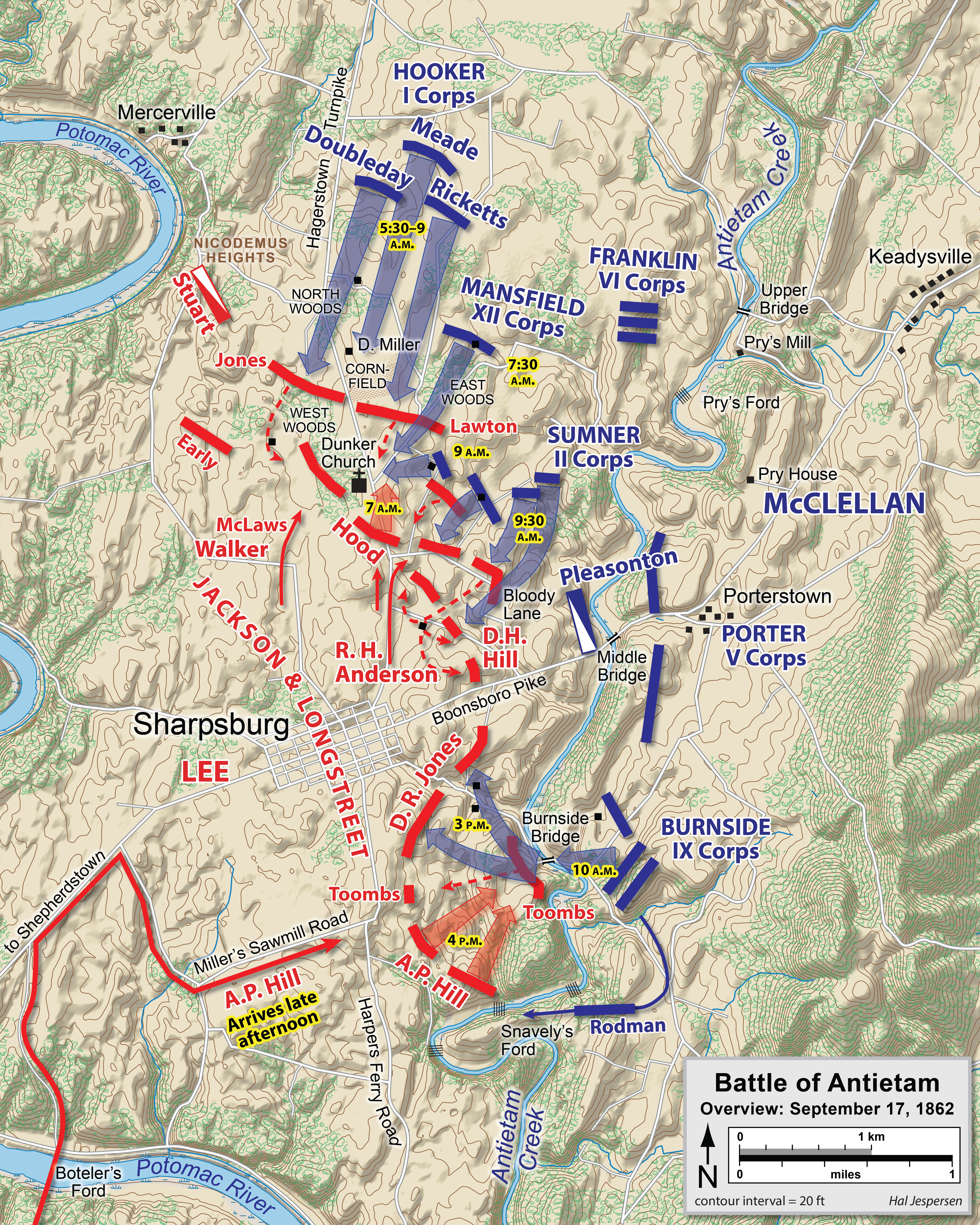
نقشه کلی نبرد آنتی تام. سنگربندی نیروهای کنفدراسیون (رنگ قرمز) در میان دو رودخانه پوتوماک و آنتی تام

نقشه‌ها و فرمان‌های مک‌کللن در این نبرد بسیار ناهماهنگ و اجرای آن‌ها دشوار و با ناکارآمدی همراه بود. وی به همه فرماندهان لشکرهای زیردست خود این دستور را داده بود که فرمان‌های جنگی لشکرشان را خودشان تصمیم‌گیری و اجرا کنند و خبری از یک طرح و برنامه در چارچوب یک نقشه کلی برای میدان نبرد درکار نبود. برای فرماندهان ارتش اتحادیه دیدن و نظارت رخدادهای بخش‌های دیگر جنگ که بیرون از دیدشان قرار داشت بسیار دشوار حتی غیرممکن بود. ستاد فرماندهی ژنرال مک‌کللن نیز از میدان نبرد بیش از یک مایل در خانه فیلیپ پرای در کناره رودخانه فاصله داشت به این دلیل برای وی بسیار دشوار بود که بر همه بخش‌های ارتش اتحادیه به‌طور جداگانه کنترل و رسیدگی کند؛ بنابراین به‌طور کلی نبرد به سه جنگ جداگانه و به‌طور عمده بدون داشتن هماهنگی‌های لازم، در بامداد در نقطه شمالی میدان نبرد، با فرا رسیدن ظهر در مرکز و بعدازظهر در جنوب به طول انجامید. ناهماهنگی‌ها و نبود سازماندهی در ارتش اتحادیه نه تنها موجب از دست رفتن برتری عددیشان در برابر دشمن شد بلکه این فرصت را برای ژنرال فراهم کرد که از موضع دفاعی خود یورش‌ها و پاتک‌هایی علیه ارتش اتحادیه ترتیب دهد.
شب پیش از نبرد باران نم نم شروع به باریدن گرفت و در سپیده دم ۱۷ سپتامبر تا ساعت پنج و سی دقیقه آسمان پوشیده از ابر بود. در این هنگام توپخانه ارتش کنفدراسیون که بر روی زمین مرتفعی قرار داشت به روی ارتش اتحادیه آتش گشود تا بدین صورت تنها در عرض دوازده ساعت خونین‌ترین نبرد در تاریخ آمریکا آغاز شود. ژنرال لی تمام ارتش زیر فرمان خودش را به غیر از تیپ ژنرال ای. پی. هیل که هنوز در راه هارپرزفری در مسیر هیگرزتاون، مریلند در فاصله دو و نیم مایلی در حال پیشروی به سوی حومه مریلند بود بطورکامل سازماندهی کرد. سنگربندی جنوبی‌ها در سرتاسر یک کشتزار ذرت که متعلق به زمینداری به نام دیوید آر میلر بود تا پیرامون یک کلیسا ساخته شده با خشت سفید بنام دانکر چرچ (انگلیسی: Dunker Church) که در امتدا وست وودز کشیده شده بود. در میانه این موقعیت دفاعی جنوبی‌ها، نیروهای ژنرال ای.پی. هیل که از سمت شرق به غرب در مسیر یک کشتزار پست پیشروی می‌کردند از دیدها پنهان شده بودند.

## نبرد

### آغاز نبرد، کشتزار ذرت

#### نبرد در بخش شمالی

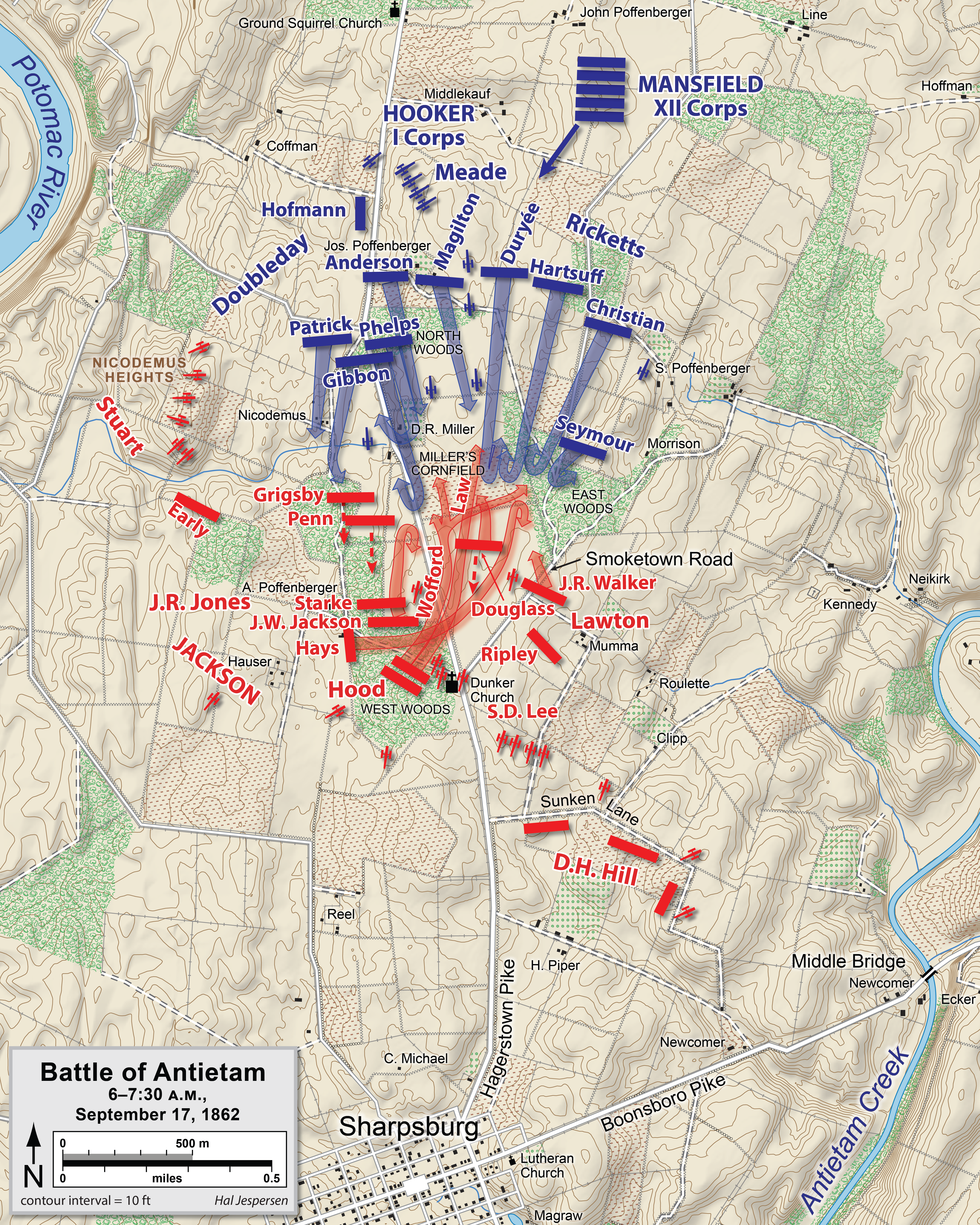
یورش لشکر یک اتحادیه در ساعت ۵:۳۰ تا ۷۰:۳۰ بامداد

نبرد در بامداد ۱۷ سپتامبر در ساعت ۵:۳۰ دقیقه صبح توسط لشکر یکم ارتش اتحادیه به فرماندهی سرلشکر ژوزف هوکر از جاده هیگرزتاون آغاز شد. هدف قرار دادن موضع جنوبی‌هایی که در پیرامون کلیسای کوچکی بنام دانکر چرچ که به یک فرقه محلی از باپتیست‌های آلمانی تعلق داشت، مأموریت ژنرال هوکر بود. هوکر به‌طور تقریبی ۸۶۰۰ سرباز در اختیار داشت و این کمی بیشتر از شمار ۷۷۰۰ مدافعان جنوبی که بود که تحت فرمان ژنرال جکسن قرار داشتند. این اختلاف ناچیز در برابر موضع دفاعی مناسب جنوبی‌ها در به تعادل کشیده شدن نبرد میان دو طرف تأثیر گذاشته بود.
برای ایستادگی در برابر این یورش، ژنرال لی به جکسن فرمان داد تا به جناح چپ لشکر هوکر یورش ببرد. بر اثر این حمله برخورد شدیدی میان دو طرف درگرفت به گونه ای که دو سپاه درهم درآمیختند. خط پیشروی نیروهای هوکر از هیگرزتاون تا شارپسبورگ کشیده شده بود. اکنون سربازانش در سمت شرق با میدان بزرگی روبرو شده بودند که از ذرت پوشیده شده بود. سه تیپ از لشکر ژنرال هوکر با پایداری سرسختانه پیاده‌نظام و آتش توپخانه جنوبی‌ها روبرو شده بود که در برابر آن‌ها وادار به عقب‌نشینی شدند. در ادامه صبح نبرد برای تصرف و بازپس گرفتن گشتزار ذرت در جریان بود. این بار نیروهای ژنرال هوکر که از پشتیبانی لشکر دوازدهم اتحادیه به فرماندهی ژنرال مانسفیلد برخوردار بودند دست به حمله زدند اما با ضدحمله‌های پی در پی نیروهای ژنرال استون ویل جکسن که توسط توپخانه تیپ سواره نظام ارتش کنفدراسیون به فرماندهی ژنرال استوارت که بر روی تپه نیکدموس در پشت جناح چپ جنوبی‌ها مستقر بود روبرو شدند. این باعث شده بود تا جنوبی موقعیت خود را در پیرامون کلیسای دانکر نگه بدارند. توپخانه ارتش اتحادیه نیز که بر روی بلندی در هیگرزتاون در سمت شرق رودخانه آنتی تام قرار داشت به پشتیبانی از نیروهای پیاده‌نظام اتحادیه پرداخت.
ژنرال هوکر متوجه درخشش سرنیزه تفنگ‌های سربازان جنوبی پنهان شده درون کشتزار ذرت گردید. بی درنگ آتش توپ و خمپاره چهار توپ از آتشبار جنوبی‌ها بر بالای سر نیروهای اتحادیه شروع به باریدن گرفت. به دلیل دید کم موجود در کشتزار نبرد تن به تن و خونینی به وقوع پیوست و سربازان هر سپاه با سرنیزه و قنداق تفنگ به یکدیگر یورش بردند. کشتار و هرج و مرج به اوج خود رسیده بود و فرمان‌های افسران در میان فریادها و نعره‌ها به گوش کسی نمی‌رسید. تفنگ‌ها بر اثر شلیک پیاپی داغ و از کار افتادند و انبوهی از گلوله و توپ در هوا پراکنده بود.
هزاران سرباز در ردیفی بسوی یکدیگر تیراندازی می‌کردند و آتش توپخانه هر دو سپاه کشتزار ذرت را به آتش کشیده بود. باوجود اینکه شماری زیادی از نیروهای دو طرف کشته، زخمی یا مفقود شده بودند، جنگ به سختی در حال ادامه بود. خشونت و خونریزی که در میدان نبرد کشتزار ذرت درگرفت، بعدها تبدیل به افسانه و متل شد.
بنا به درخواست سرلشکر هوکر ۷۲۰۰ نفر نیروی کمکی و پشتیبان از لشکر دوازدهم اتحادیه به فرماندهی سرلشکر جوزف مانسفیلد برای وی فرستاده شد. اما نیمی از نیروهای مانسفیلد، سربازان تازه به خدمت گرفته شده و فاقد تجربه نبرد بودند. خود مانسفیلد نیز از توانایی‌های فرماندهی بی بهره بود و تنها دو روز پیشتر به فرماندهی لشکر برگزیده شده بود. با همه این‌ها وی کهنه سربازی با چهل سال سابقه خدمت در ارتش بود اما تا آن زمان تجربه فرماندهی سربازان در میدان نبرد در این مقیاس را نداشت. وی نگران گرفتار شدن نیروهایش زیر آتش سنگین دشمن بود؛ بنابراین تصمیم به تاکتیک‌های محافظه کارانه گرفت و نیروهایش را به آرایش ستونی و عریض درآورد و با چنین آرایشی به ناحیه ایست وودز (انگلیسی: East Woods) وارد شد. آرایش نیروهای وی برای توپخانه کنفدراسیون یک هدف ایدئال و ساده بشمار می‌رفت که هدف قرار دادن آن‌ها مانند تیراندازی به یک جسم بزرگ و ثابت بود. در حقیقت تلفات سنگینی به لشکر دوازدهم وارد شد و خود سرلشکر مانسفیلد نیز از ناحیه سینه بسختی زخمی و فردای آن روز جان خود را از دست داد. به عنوان جانشین وی سرتیپ آلفوس ویلیامز فرماندهی نیروهای لشکر دوازدهم را به‌طور موقت برعهده گرفت.

... هر شاخه ای از ذرت که در بخش‌های شمالی و بیشتر قسمت‌های کشتزار به‌وسیلهٔ چاقو بریده می‌شد. جنازه (جنوبی‌ها) در آنجا وجود داشت که به‌طور دقیق ردیفی از آنها برای لحظاتی پیشتر در آنجا (درحال نبرد) ایستاده بودند…

سرلشکر. ژوزف هوکر
در ساعت هشت و سی دقیقه بامداد، ژنرال مک‌کللن، دوتیپ از لشکر دوم اتحادیه به فرماندهی سرلشکر ادوین سامنر برای پشتیبانی از ژنرال هوکر اعزام کرد. هزاران تن از نیروهای هوکر کشته یا زخمی شده یودند و برجامانده‌ها در میان ساقه‌ها و برگ‌های کشتزار زیر آتش سربازان ژنرال جکسن پنهان شده بودند. تنها پس از گذشتن نیم ساعت از جنگ ژنرال ارتش اتحادیه جوزف مانسفیلد زخمی شده بود و خود ژنرال هوکر نیز از ناحیه پا مورد هدف گلوله دشمن قرار گرفته بود. جنوبی‌ها به‌خوبی از موقعیت خود دفاع کرده بودند. ژنرال استون‌وال جکسن تنها چند صدتن از سربازانش را از دست داد که تنها یکی از افسران ارشد سپاهش در میان قربانیان بود. در این لحظه نبرد، نیروهای کنفدراسیون بشمار ۱۱۷۰۰ تن در برابر نیروی ۱۶۵۰۰ نفری ارتش اتحادیه شکننده بنظر نمی‌رسیدند. با این وجود ژنرال لی شتابزده دو تیپ از نیروهای خود را یکی به سرکردگی جان والکر و دیگر به فرماندهی مک لاو که نیروهایش پس از یک پیشروی شبانه و خسته‌کننده از هارپرز فری رسیده بودند برای تقویت جناح راست ژنرال جکسن روانه کرد.

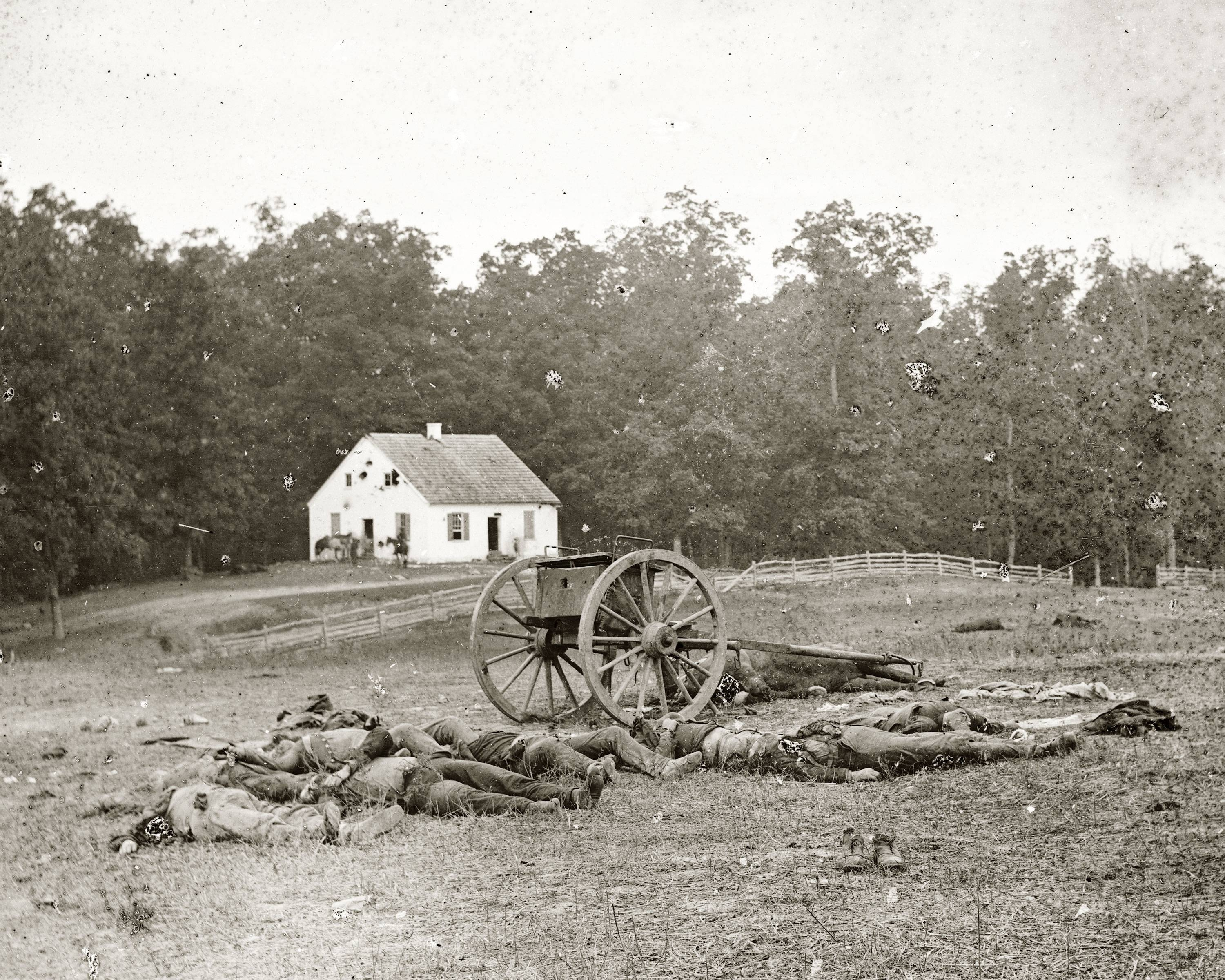
نگاره ای از کشته شدگان ارتش اتحادیه و کنفدراسیون پس از پایان نبرد در کنار کلیسای دانکر

در برابر جلوگیری از اجرای برنامه جنوبی‌ها و برداشتن فشار از روی نیروهای ژنرال مانسفیلد، تیپ دوم لشکر ژنرال سامنر که فرماندهی آن بر عهده سرتیپ جان سیجویک بوده با نیروی ۵۴۰۰ نفری با پیشروی از ناحیه ایست وودز وارد نبرد شد. هدف آن‌ها منحرف کردن ارتش کنفدراسیون از سمت جنوب بود. جایی که لشکر نهم اتحادیه به فرماندهی امبروز برن‌ساید در حال پی ریزی یک یورش از آن ناحیه را داشت. اما اجرای برنامه ژنرال سامنر اشتباه فاحشی بود. میان تیپ دوم (به فرماندهی جان سیجویک) و تیپ سوم (به فرماندهی ویلیام هنری فرنچ) فاصله ایجاد شده بود. سرلشکر سامنر با یک آرایش نظامی نامعمول (هر سه تیپ لشکر خود را در یک خط در کناره یکدیگر قرار داده بود) حمله را آغاز کرد. ابتدا آن‌ها با آتش توپخانه کنفدراسیون روبرو شدند. سپس از سه جهت مورد حمله جنوبی‌ها به فرماندهی والکر، ایرلی و مک لاو قرار گرفتند. در کمتر نیم ساعت نیروهای سیجویک (تیپ دوم) با متحمل شدن ۲۲۰۰ کشته و زخمی در آشفتگی و بی نظمی کامل وادار به عقب‌نشینی شدند. خود سرتیپ جان سیجویک نیز زخمی و جهت مداوا و بهبودی چندین ماه بدور از میدان نبرد ماند. بسیاری از مورخان تصمیمات سرلشکر سامنر را شتابزده و مبتدیانه توصیف، و خود وی را به عدم حمایت و پشتیبانی کافی از دو لشکر یکم و دوازدهم متهم کردند.
مردان ژنرال هوکر نیز از لشکر یکم دچار تلفات سنگینی شده بودند، درحالی‌که به هیچ‌یک از اهداف از پیش تعیین شده خود نرسیدند. پس از دو ساعت نبرد و برجاگذاشتن ۲۵۰۰ کشته و زخمی میدان نبرد واقع در کشتزار ذرت را ترک و عقب‌نشینی کردند. کشتزاری که پس از وقوع نبرد بامدادی به یک صحنه تکان دهنده و غیرقابل توصیف درآمده بود.

### میانه روز، جاده سانکن

#### حمله به مرکز ارتش کنفدراسیون

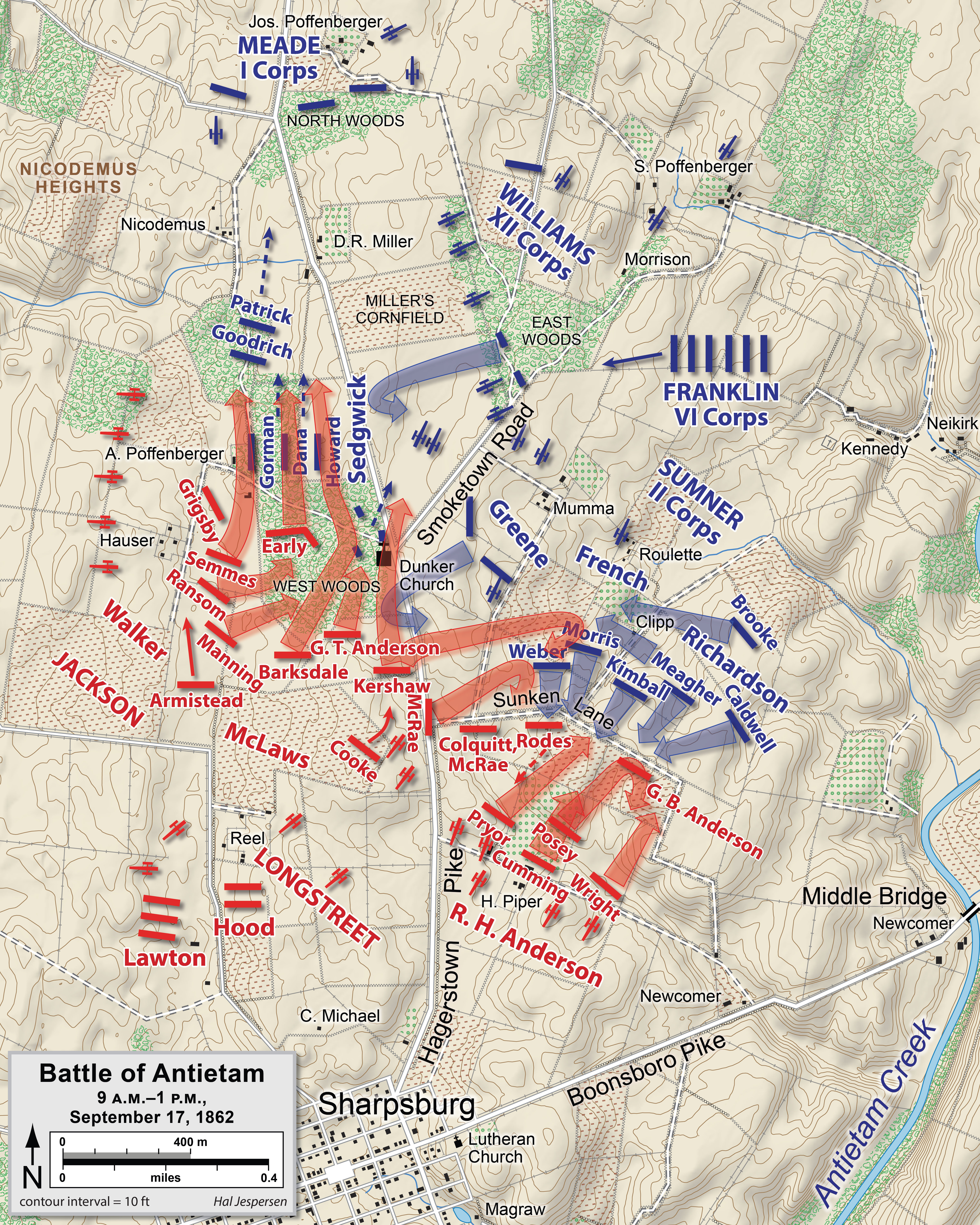
یورش لشکر دوم و دوازدهم ارتش اتحادیه به مرکز موقعیت دفاعی ارتش کنفدراسیون از ساعت ۹:۳۰ تا ۱۳ ظهر

به هنگام فرا رسیدن ظهر ارتش اتحادیه عملیات خود را بر روی نیروهای مرکزی ارتش کنفدراسیون متمرکز کرد و ژنرال سامنر تیپ دوم خود را که به سرکردگی سرتیپ جان سیجویک که در نبرد بامدادی واقع در کشتزار ذرت شرکت کرده بود به خود ملحق کرد. اما ارتباطش را با تیپ دیگر لشکرش به فرمان ویلیام هنری فرنچ که به‌طور ناگهانی به سمت جنوب پیشروی کرده بود از دست داد. ژنرال فرنچ در پی فرصتی برای زدوخود با ارتش کنفدراسیون بود و شتاب زده به دنبال ارتش جنوبی‌ها در مسیر باریکی پیشروی می‌کرد. در همین هنگام، فرزند و دستیار ژنرال سامنر، او را در طی یک نبرد هولناک در وست وودز مشاهده کرد و او را مطلع کرد جهت منحرف ساختن و برهم زدن تمرکز جنوبی‌ها به مرکز موقعیتشان دست به حمله بزند.
راه باریکی که به نام (انگلیسی :Sunken Road) در آن قرار داشتند، یک جاده قدیمی در آن منطقه بوده که چندین سال به عنوان محل جمع‌آوری واگن‌های فرسوده و از رده خارج قطار استفاده می‌شده و انبوهی از لاشه‌های واگن که کمتر از صد یارد درازا و پنج فوت (یک متر و نیم) بلندی و همچنین بسیار پایین‌تر از سطح زمین قرار داشت. به‌طور طبیعی سنگر بسیار مناسبی برای جنوبی‌ها بشمار می‌رفت.

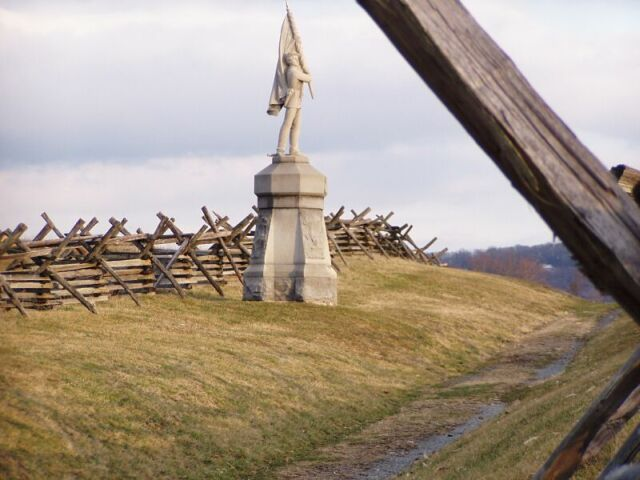
بنای یادبود نبرد در مسیر سانکن

یک تیپ ۲۶۰۰ نفری از ارتش کنفدراسیون به فرماندهی دنیل هاروی هیل در طول جاده سانکن در پشت پرچین و سیم خاردارهای خط راه‌آهن به‌خوبی سنگر گرفته بودند. ژنرال فرنچ و ۵۵۰۰ سرباز اتحادیه طی مسیر انحرافی به سمت جاده جنوبی که در پیش گرفته بودند به‌طور ناگهانی در برابر جنوبی‌ها ظاهر شدند. با نزدیکتر شدن نیروهای اتحادیه در فاصله صد یاردی، مردان ژنرال هیل به شدت به روی آنان آتش گشودند که موجب وقوع نبرد شدیدی بطول چهار ساعت (از ۹:۳۰ تا ساعت یک بعدازظهر) میان آن‌ها شد.
سربازان اتحادیه که به تیپ ایرلندی (انگلیسی: Irish Brigade) معروف بودند به سختی با نیروهای کنفدراسیون به نبرد پرداختند. نبردی خونین میان دو طرف درگرفت که بر اثر انبوهی از کشته شدگان جوی از خون بر روی زمین به راه افتاد. بر اثر همین جنگ خونین بود که جاده سانکن پس از نبرد به مسیر جوی خون (انگلیسی: Bloody Lane) تغییر نام یافت.

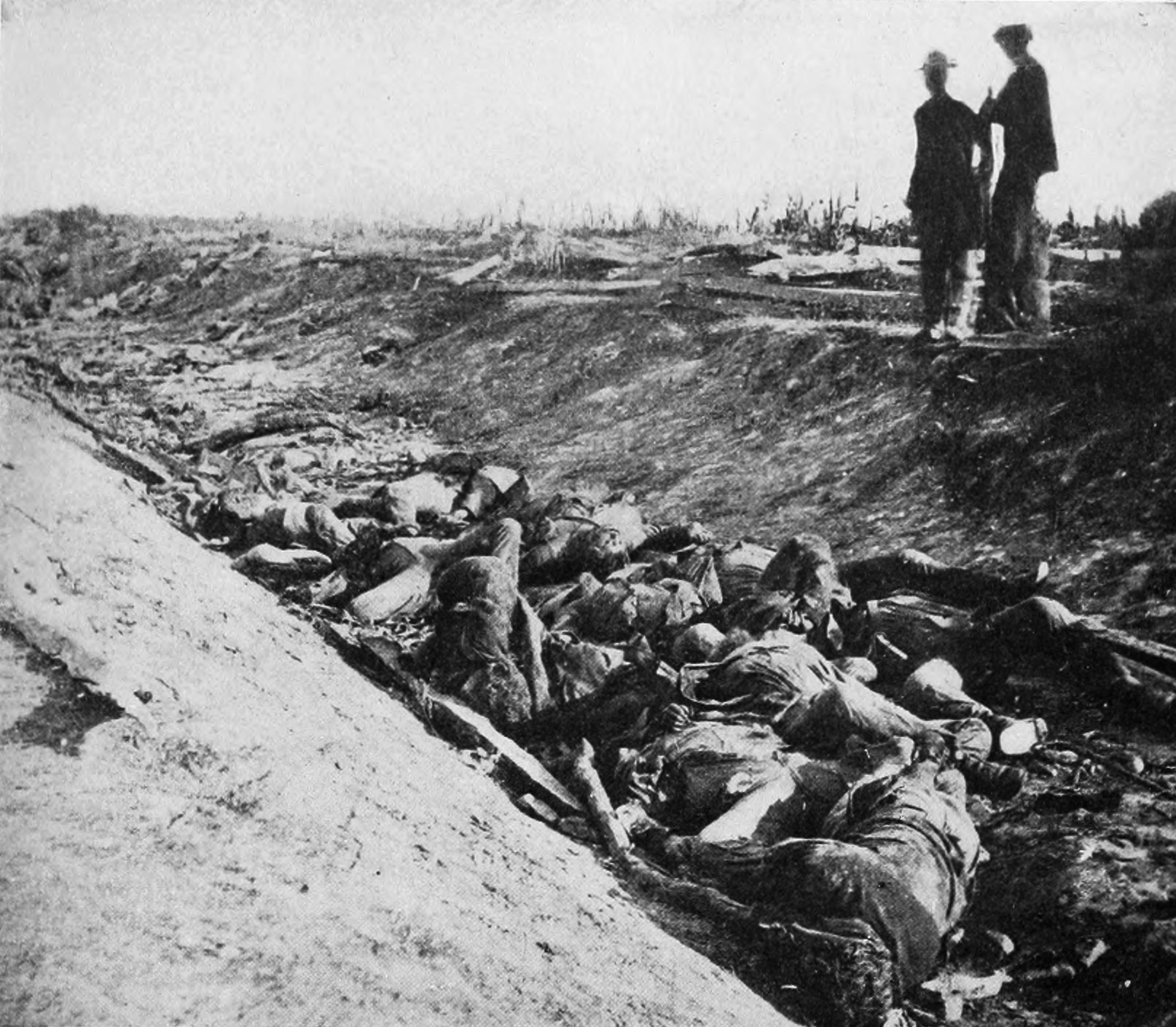
سربازان کشته شده کنفدراسیون در جاده سانکن (پس از نبرد این جاده به جوی خون معروف شد)

در ساعت ۱۰:۳۰ دقیقه، نیروهای کمکی و تقویتی از هر دو سمت وارد میدان نبرد شدند. ژنرال لی واپسین نیروهای ذخیره و آماده به نبرد خود در حدود ۳۴۰۰ تن را به فرماندهی ریچارد هرون اندرسون برای پشتیبانی از نیروهای دفاعی ژنرال هیل و گسترش خط دفاعی جنوبی‌ها در سمت راست و در صورت فراهم شدن فرصت برای تدارک یک حمله به سمت چپ ژنرال فرنچ روانه کرد. اما در همین زمان نیروی چهار هزار نفری نیروی اسرائیل ریچاردسون از تیپ یکم لشکر دوم اتحادیه برای پشتیبانی از جناح چپ ژنرال فرنچ از راه رسید. این واپسین نیروهای موجود از سه تیپ سرلشکر سامنر بود که سرلشکر مک‌کللن آنان را به عنوان نیروهای ذخیره سازماندهی کرده بود.
پس از سه ساعت نبرد سرانجام خطوط نیروهای کنفدراسیون درهم شکست و پس از برجا گذاشتن کشته‌های بسیار موضع خود را رها کرده و گریختند. پس از آن ارتش اتحادیه که بنظر می‌رسید به پیروزی دست یافته، با گذشتن از روی کشته شدگان دشمن به دنبال جنوبی‌های فراری پرداختند. ژنرال هیل مصمم بود با پشتیبانی آتش توپخانه و یاری رساندن فرمانده دیگر ارتش کنفدراسیون یعنی ژنرال لانگستریت از پیشروی بیشتر نیروهای اتحادیه جلوگیری کند. این احتمال وجود داشت که ارتش ژنرال لی بر اثر شکافی که دشمن در مرکز سپاه آن‌ها ایجاد کرده بود به دو بخش تقسیم شود و ارتباط میان آن‌ها از بین برود. جنوبی‌ها تصمیم گرفتند دست به حمله متقابل بزنند اما در برابر ارتش اتحادیه بازایستادند. سرانجام نبرد در طول جاده سانکن یا (جوی خون) با خستگی و فرسودگی هر دو طرف به پایان رسید. شمار کشته‌ها و زخمی‌ها در هر دو طرف روی هم به پنج هزار تن می‌رسید که نزدیک چهار ساعت هر دو ارتش (از ۹:۳۰ تا ساعت یک بعدازظهر) در یک جنگ دشوار، خونین و سرسختانه به نبرد با یک دیگر پرداختند. به طوری که بنا به گفته شاهدان جوی خون از کشته شدگان بر روی زمین جاری شده بود. به همین دلیل پس از پایان این نبرد، جاده سانکن به نام مستعار Bloody Lane (به فارسی: جوی خون) خوانده شد. این نبرد یکی از خونین‌ترین نبرده‌ها در طول نبرد آنتی تام بوده‌است.
از سوی دیگر ویلیام فرانکلین فرمانده سپاه ششم اتحادیه با نیروی دوازده هزار نفری که در اختیار داشت آمادگی خود را برای ورود به نبرد اعلام کرد. در هنگامی که شکافی میان نیروهای کنفدراسیون ایجاد شده بود، فرانکلین در این اندیشه به‌سر می‌برد که از فرصت پیش آماده نهایت استفاده را ببرد و درون شکاف ارتش کنفدراسیون نفوذ کند. اما ژنرال سامنر که فرمانده ارشدتر بود از وی خواست که در ستاد خود بماند. سرلشکر فرانکلین موضوع را به ستاد سرلشکر مک‌کللن اطلاع داد. وی عاجزانه از مک‌کللن درخواست می‌کرد اجازه پیشروی را به او بدهد اما پس از رایزنی و مشاجره بسیار سرلشکر مک‌کللن دیدگاه سامنر را تأیید کرد و به فرانکلین دستور داد تا موضع خودش را در برابر دشمن حفظ کند. در پایان روز نیز سرلشکر فیتس جان پورتر فرمانده لشکر چهارم به سر لشکر مک‌کللن پیشنهاد داد تا حمله دیگری را ترتیب دهد و او را برای این مأموریت روانه کند. وی با یادآوری این نکته که وی واپسین نیروی ذخیره و تازه‌نفس ارتش اتحادیه است درخواست حمله به ارتش کنفدراسیون را ارائه کرد. اما مک‌کللن درخواست وی را نیز نادیده گرفت، بنابراین فرصت دیگری برای پیروزی بر ارتش ژنرال لی از دست رفت.

### بعدازظهر

#### پل برن‌ساید
هنگامی که ارتش اتحادیه در حال یورش به خط دفاعی جنوبی‌ها در طول جاده سانکن بود، به فاصله یک و نیم مایلی از آنجا، ژنرال دیگری از ارتش اتحادیه به نام امبروز برن‌ساید از سمت راست ارتش کنفدراسیون حمله ای را پایه‌ریزی کرد. نخستین هدف ژنرال برن‌ساید تصرف پل سنگی بود که پس از این نبرد به نام وی نامگذاری شد. در آنسوی پل گروه کوچکی از مدافعان جنوبی حضور داشتند تا از حمله احتمالی و گذشتن ارتش اتحادیه از روی پل جلوگیری کنند. به دلیل برتری عددی نیروی‌های ارتش اتحادیه در صورت حمله سریع و برق آسا شانس پیروزی آنان بسیار زیاد بود اما ژنرال برن‌ساید سه ساعت زمان با ارزش را، به دلیل برنامه‌ریزی و مشاجره بیهوده با افسران لشکر خود از دست داد.

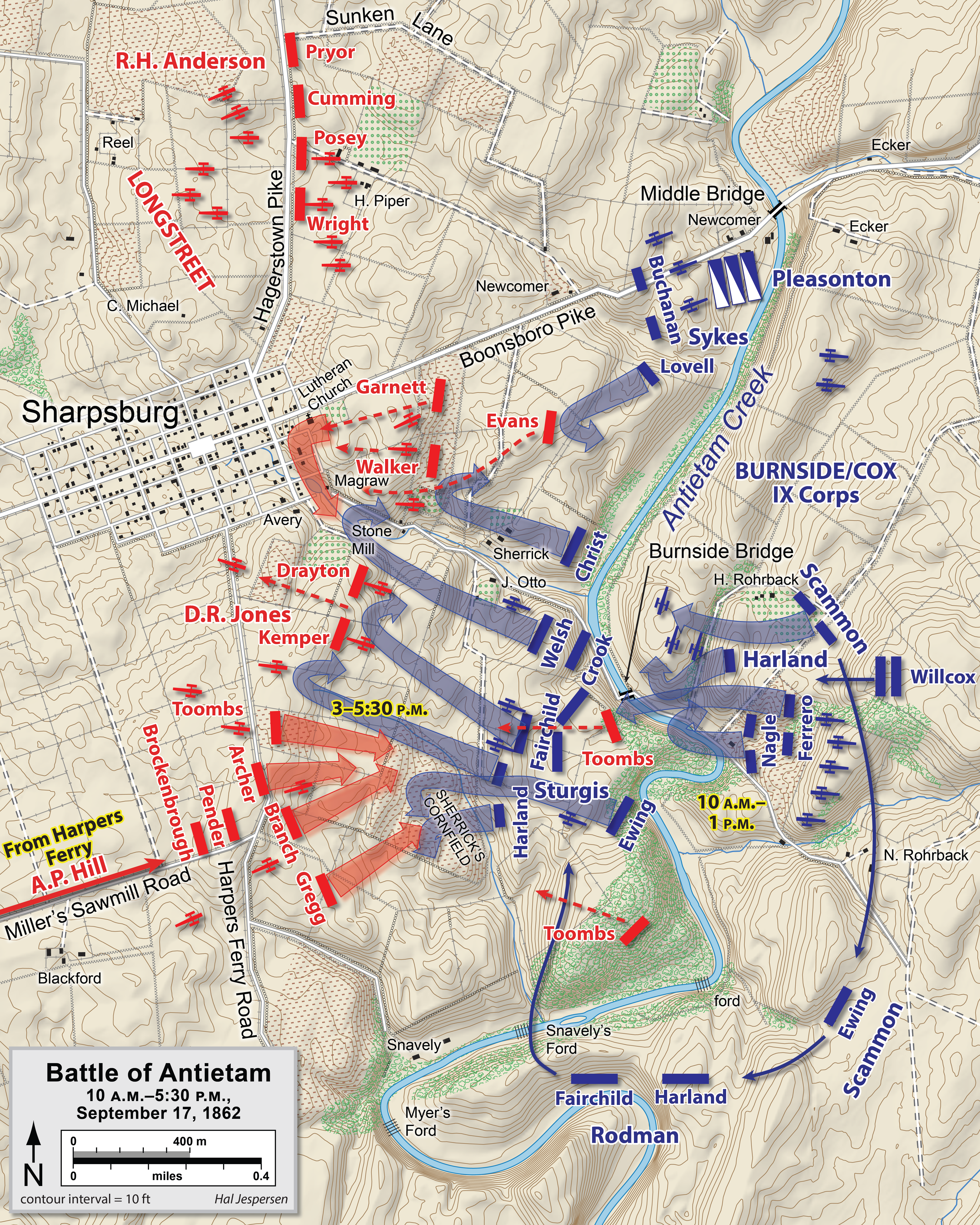
یورش لشکر نهم ارتش اتحادیه و چگونگی نبرد از ساعت ۱۰:۳۰ تا ۱۶:۳۰ بعداز ظهر

نام اصلی پل سنگی که نیروهای اتحادیه تصمیم به گذر از آن گرفته بودند از نام یکی از خانواده‌های زمین‌دار در نزدیکی پل به نام روهرباخ (انگلیسی: Rohrbach Bridge) گرفته شده بود. این پل در سال ۳۷–۱۸۳۶ میلادی با هزینه دو هزار سیصد دلاری ساخته شد. اما پس از پایان نبرد آنتی تام، این پل بخاطر نبرد چند ساعته که لشکر نهم اتحادیه به فرماندهی ژنرال برن‌ساید بر روی آن انجام داده بود به پل برن‌ساید(انگلیسی :Burnside's Bridge) مشهور شد. این پل سنگی یکی از سه پل رودخانه آنتی تام و بر روی جنوبی‌ترین نقطه آن قرار داشت که مورد استفاده ارتش اتحادیه در طول نبرد قرار گرفت.
مباحث بسیاری پیرامون برگزیدن ژنرال برن‌ساید از سوی ستاد فرماندهی به عنوان فرمانده عملیات پیشروی از روی پل و حمله به جناح راست ارتش کنفدراسیون وجود دارد. بیشتر دیدگاه‌ها و گفته‌ها دربارهٔ عملکرد نه چندان قابل دفاع و نقد پذیر او است. انتقادهایی از وی بخاطر تعلل در اجرای فرمان‌های ژنرال مک‌کللن و فرصت سوزی‌هایش در رابطه با حمله به موضع جنوبی‌ها و تأخیر هنگام گذر از پل سنگی وجود دارد. برپایه گزارشی که خودش در ۳۰ سپتامبر ۱۸۶۲ بازگو کرده، فرمان آغاز حمله از سوی مک‌کللن در ساعت ۱۰ صبح به ستاد فرماندهی اش رسیده بود. اما طبق گزارشی رسمی که ژنرال مک‌کللن در اوت همان سال منتشر کرد، چندین بار تأکید شده که فرمان حمله در ساعت ۸ صبح نزد ژنرال برن‌ساید فرستاده شده بود. این گزارش حکایت از آن دارد که برن‌ساید دو ساعت زودتر فرمان حمله را دریافت کرده بود و او این دو ساعت بحرانی و پراهمیت را صرف تصمیم‌گیری و سازماندهی نیروهایش بیهوده تلف کرده بود.
دو مسیر برای پیش پیشروی در جبهه ژنرال برن‌ساید وجود داشت. نخست پل سنگی و دیگری در پایین مصب رود گذرگاه اسناولی. ژنرال مک‌کللن دیده‌بان‌هایی را برای زیرنظر گرفتن موقعیت ژنرال برن‌ساید گماشته بود که آن‌ها بعدها گزارش‌های انتقاد آمیزی از برن‌ساید ارائه کردند. شب پیش از نبرد ژنرال مک‌کللن سرمهندس ویژه خودش را به نام سروان جیمز دوان به سمت قرارگاه برن‌ساید برای بررسی موقعیت آن‌ها و چگونگی پیشروی از روی گذرگاه‌ها روانه کرد. سروان دوان به جای خود وظیفه انجام این کار را برعهده چند تن از مهندسان تازه‌کار و کم تجربه گذاشت و آن‌ها نیز در محاسبه و استقرار نیروها در دو مسیر پل سنگی و گذرگاه پایین رود دچار اشتباه شدند.

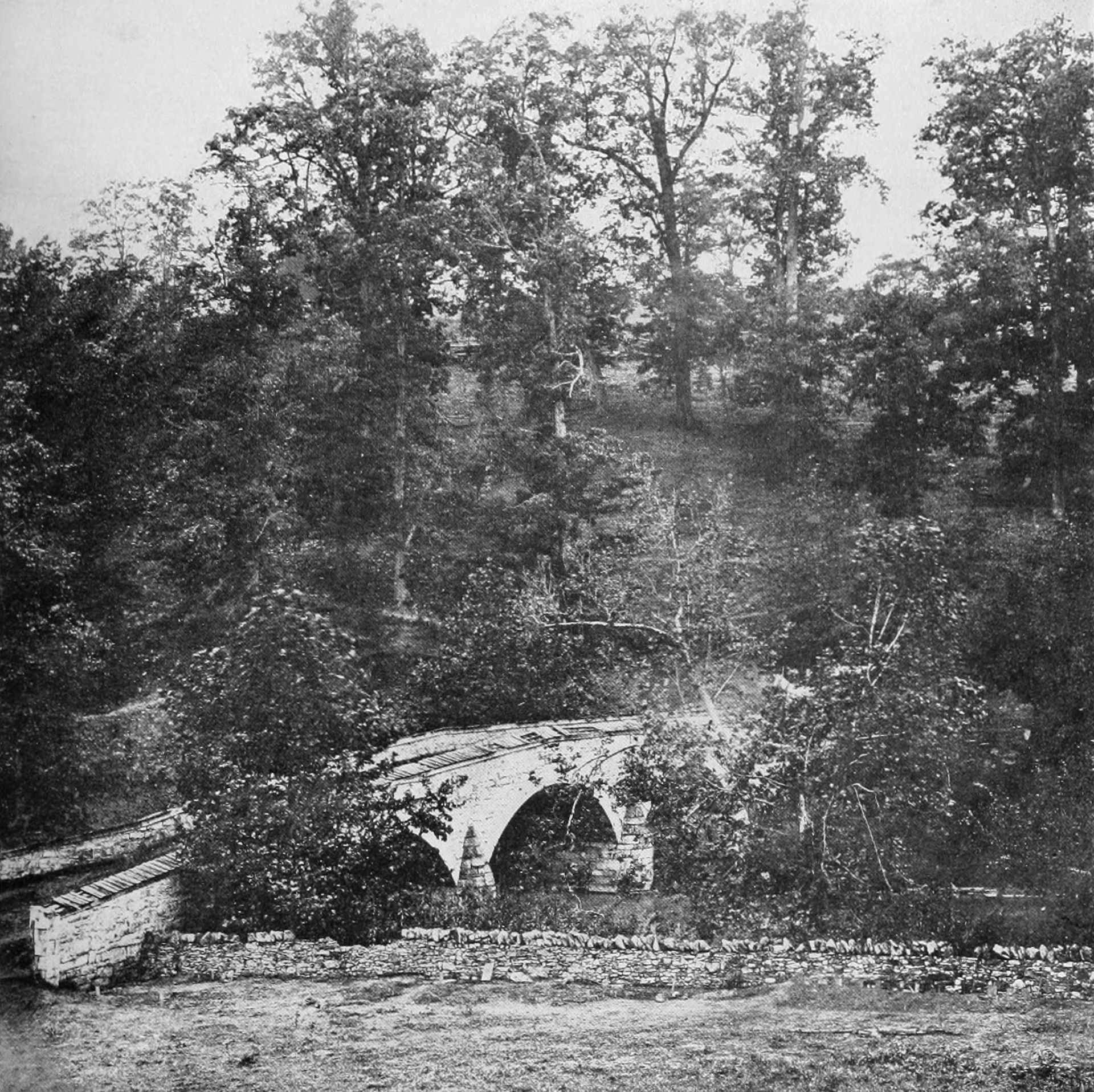
به هنگام پیشروی نیروهای اتحادیه از روی پل، سربازان کنفدراسیون از روی تپه به آنها تیراندازی می‌کردند. این تصویر اندکی پس از نبرد گرفته شد.

در میان فرماندهان لشکر نهم اتحادیه نیز نبود همدلی و یکپارچگی بسیار مشهود و اختلاف نظر دربارهٔ آرایش نیروها در میان آن‌ها بالا گرفته بود. برای نمونه یکی از فرماندهان گردان لشکر نهم به نام سرهنگ ادوارد فررو به دلیل خستگی نیروهایش ناشی از نبردهای چند روز گذشته، امیدوار بود تا نیروهایش را در نقطه ای کم خطرتری مستقر کند تا از یک درگیری سنگین دوری کند. اما برخلاف انتظارش از سوی ژنرال برن‌ساید به وی مأموریت سنگینی محول شده بود. به فررو مأموریت داده شد که با برداشتن گردان‌های ۵۱ پنسیلوانیا، ۵۱ نیویورک و ۲۱ ماساچوست به عنوان نیروی پیشتاز کنترل پل را به‌دست بگیرند. این فرمان خوشایند فررو نبود اما پس از مشاجره کوتاهی و تغییر چند تن از افسران زیردستش، به ناچار از دستور پیروی و در ساعت ۱۱ ظهر حمله را آغاز کرد. با آغاز پیشروی، فررو مایل بود تا احترام افسران گردان‌های دیگر را به‌دست بیاورد. زیرا مشاجره و درگیری وی با برخی از فرماندهان در بامداد موجب شرمساری و بدنامی وی شده بود. فررو طبق دستور ژنرال برن‌ساید فرمان پیشروی را صادر کرد و به سختی در رهبری سربازان جدیت نشان داد و با جوش و خروش کم‌نظیری سربازان را تحریک و تشویق می‌کرد. در میان پیشروی نیروها، سرجوخه ای بنام لوئیس پترسون از سر گستاخی از فررو پرسید که درصورت تصرف پل آیا ویسکی به آن‌ها خواهد داد؟ در این هنگام همه نگاه خیره به سرهنگ فررو شده بود تا واکنش وی را ببیند که او در کمال تعجب پاسخ داد: بله! بخدا اگر بتوانید پل را تسخیر کنید بیشتر از آنچه فکرش را بکنید به شما ویسکی خواهم داد. پاسخ فررو موجب شگفتی تمام سربازان و افسران شده بود، زیرا وی را به عنوان فردی بیزار از الکل و مخالف مصرف هرگونه نوشیدنی‌های الکلی می‌شناختند.

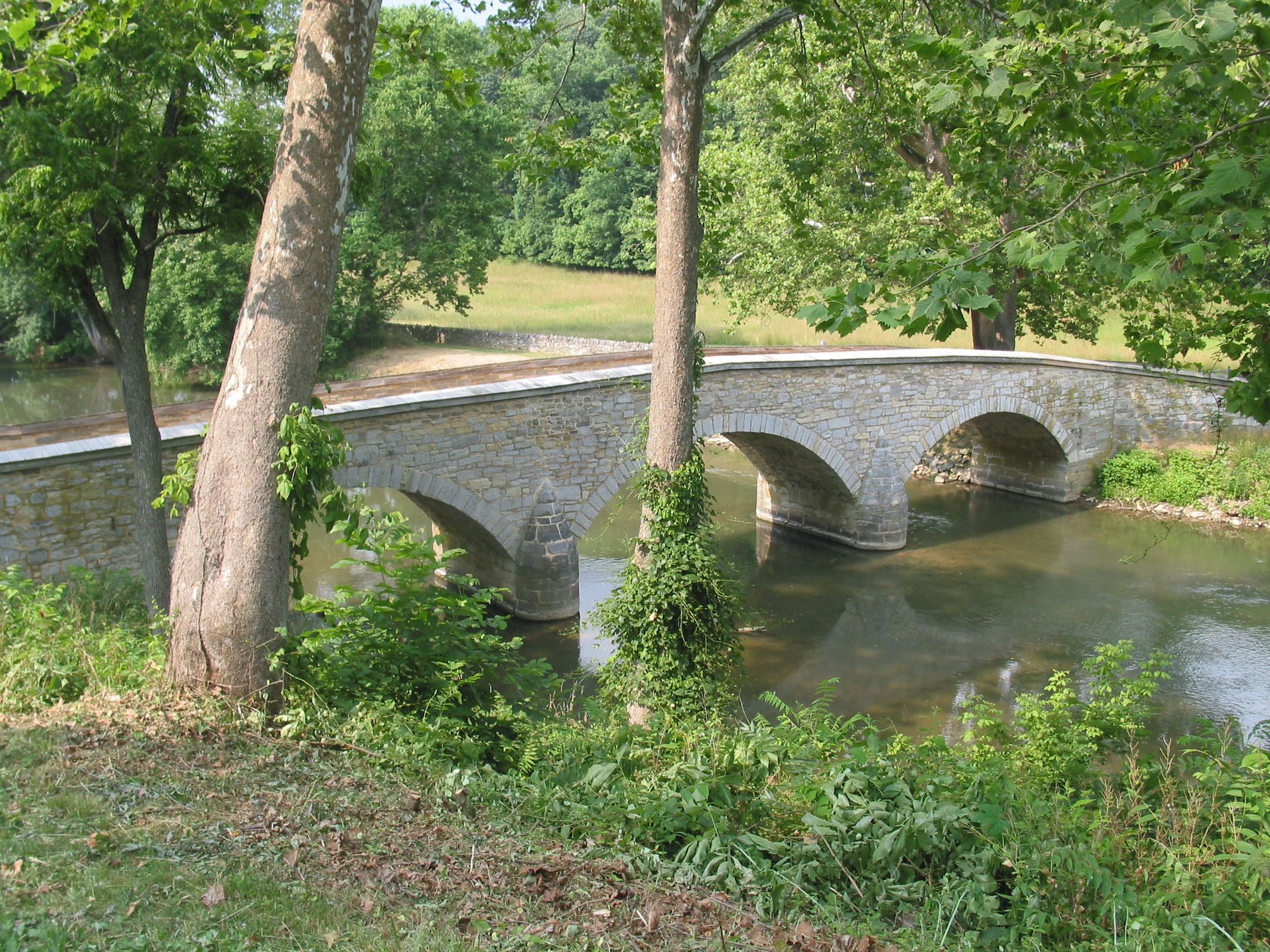
نگاره ای از پل برن‌ساید کنونی

نخستین تلاش نیروهای اتحادیه برای گذشتن از روی پل با وارد شدن تلفات زیادی از سوی آتش مدافعان جنوبی همراه بود. به‌طوری که نیروهای ژنرال برن‌ساید از پیشروی بازایستادند. همچنین نیروی دیگری از تیپ سوم به فرماندهی سر تیپ آیزاک رودمن به منظور دور زدن نیروهای جنوبی از مسیر پایین رود پیشروی کردند. با فرا رسیدن نیم روز ژنرال برن‌ساید دومین تلاش خود را جهت پیشروی از روی پل ترتیب داد که این بار نیز به علت شدت آتش نیروهای جنوبی که بیشترشان اهل جورجیا بودند، نافرجام ماند. با توجه به اینکه نیروهای اتحادیه خطر بزرگی به واسطه یورش‌های پی در پی به سمت چپ و مرکز ارتش کنفدراسیون ایجاد کرده بودند، ژنرال مک‌کللن با آشفتگی و از روی خشم، پی در پی فرمان‌هایی در رابطه با پیشروی هرچه سریعتر، تسخیر پل سنگی و حمله به ناحیه شارپسبرگ توسط لشکر نهم برای ژنرال برن‌ساید می‌فرستاد.
در برابر نیروهای پرشمار ارتش اتحادیه، دو گردان کوچک جنوبی از تیپ جورجیا دیده می‌شد که در تمام طول روز به شکل نوار باریکی در آن سوی پل درون گودال‌ها و در میان درخت‌ها به‌خوبی سنگر گرفته بودند. ارتش اتحادیه در طول سه ساعت، پنج مرتبه دست به حمله زد اما جنوبی‌ها به خوبی به دفاع پرداخته و از پیشروی آن‌ها جلوگیری کرده بود. با شدت گرفتن حمله اوضاع برای مدافعان جنوبی وخیم گردید. از سویی آتش توپخانه اتحادیه و تیراندازی نیروهای در حال پیشروی ژنرال برن‌ساید و از سویی دیگر خستگی ناشی از جنگ طولانی، جنوبی‌های کم‌تعداد را زیر فشار قرار داده بود. آتش بار جنوبی‌ها که بر روی تپه ای در پشت سر نیروهای جورجیا قرار داشت، بر اثر آتش مداوم فرسوده و از کار افتاده بود. با این وجود هر دو گروه کوچک جنوبی بر این باور بودند که با پشتیبانی از سنگر مناسبی که در اختیار دارند می‌توانند به جنگ ادامه داده و از پیشروی نیروهای اتحادیه جلوگیری کنند.
در ساعت ۱۲:۳۰ دقیقه ادوارد فررو که فرمانده هنگ‌های ۵۱ نیویورک و پنسیلوانیا را برعهده داشت با پشتیبانی آتش توپخانه از روی پل سنگی گذر کرد. وی بیشتر برای روحیه دادن به سربازان وعده داده بود که در صورت پیروزی در عملیات فرمان ممنوعیت نوشیدن الکل را لغو خواهد. نیروهای وی موفق شدند با پیشروی از روی پل در تمامی جناح چپ مدافعان جنوبی سرازیر شوند. پس از تثبیت موقعیتشان با یک حرکت انحرافی یک توپ ارتش کنفدراسیون را که بر روی نیروهای اتحادیه آتش گشوده بود به غنیمت گرفتند. در ساعت یک بعدازظهر از مهمات نیروهای جنوبی بسیار کاسته شده بود. درحالی که ارتش اتحادیه از دو جناح پل سنگی و گذرگاه پایین رود به سمت آن‌ها در حال پیشروی بود؛ بنابراین فرماندهان جنوبی با پرهیز از متحمل شدن تلفات بسیار تصمیم به عقب‌نشینی گرفتند. نیروهای اهل جورجیای ارتش کنفدراسیون توانسته بودند پانصد تن از نیروهای ارتش اتحادیه از پا درآوردند. این درحالی بود که شمار کشته و زخمی‌های آن‌ها چیزی کمتر از ۱۶۰ تن بود.
در ادامه نبرد با یورش هنگ ۷۹ داوطلبان پیاده‌نظام نیویورک که از نیروهای پیشتاز ارتش اتحادیه بشمار می‌رفتند با داشتن برتری در شمار نیروها توانستند یک دسته از سربازان جنوبی را که وظیفه پاسداری از سنگر دفاعی ارتش کنفدراسیون را داشتند شکست داده و آن‌ها را از روی تپه ای به نام (انگلیسی: Cemetery Hill) در فاصله دویست متری از ناحیه شارپسبرگ عقب برانند. در آنسوی میدان نبرد واقع در سمت چپ ارتش کنفدراسیون، سربازان ژنرال رودمن از تیپ سوم لشکر دوازدهم ارتش اتحادیه بسمت جاده هارپزر فری (انگلیسی: Harpers Ferry) پیشروی کردند. بخشی از این تیپ شامل گردان نهم نیویورک به فرماندهی سرهنگ هریسون فیرچایلد که از پیاده‌نظام سبک زواف (به (فرانسوی: Zouave) تشکیل شده بود با وجود آتش شدید یک دوجین از توپخانه دشمن که در برابرشان قرار داشت با سرسختی و دلیری پیشروی را ادامه دادند. لحظه ای در خیابان‌های شارپسبرگ وحشت و دلهره همه جا را فرا گرفت. این امکان وجود داشت که راه بازگشت و عقب‌نشینی برای نیروهای ژنرال جان رابرت جونز بسته شود. زیرا از پنج گردان تحت اختیار ژنرال جونز تنها ۷۰۰ تن نیروی تازه‌نفس و آماده به نبرد برای جنوبی‌ها مهیا بود.
در ساعت ۱۵:۳۰ دقیقه نیروهای کمکی کنفدراسیون به فرماندهی ژنرال ای.پی. هیل از راه رسید. ژنرال هیل نیروهایش را به دو ستون تقسیم کرد. یک بخش از نیروهایش برای دفاع از کناره ارتش خودی به سمت جنوبی‌ترین بخش میدان نبرد پیشروی کرد. بخش دیگر که نزدیک به دو هزار تن بودند برای تدارک یک ضد حمله به سمت راست نیروهای ژنرال جونز حرکت کردند. در ساعت ۱۵:۴۰ دقیقه یک گردان ارتش کنفدراسیون تشکیل شده از سربازان کارولینای جنوبی به فرماندهی ماکسکی گرگ به گردان ۱۶ کنتیکت واقع در سمت چپ نیروهای ژنرال رودمن در یک کشتزار ذرت متعلق به یک کشاورز بنام جان اوتو یورش بردند. سربازان گردان ۱۶ اهل کنتیکت سربازان کم تجربه و فاقد مهارت‌های زرمی مورد نیاز بودند که تنها سه هفته از زمان خدمتشان در ارتش سپری شده بود؛ بنابراین صفوف آن‌ها در برخورد با نیروهای جنوبی با متحمل شدن ۱۸۵ کشته و زخمی به‌سرعت از هم پاشید. به جای آنان گردان چهارم رود آیلند در سمت راست نیروهای اتحادیه جایگزینشان شد. اما آنان به دلیل بلند بودن شاخه‌های ذرت از دید پایینی برای جنگیدن برخوردار بودند و از تشخیص دادن نیروهای خودی از دشمن دچار مشکل شده بودند زیرا سربازان جنوبی یونیفرم سربازان اتحادیه که در هارپرزفری اسیر شده بودند را به تن داشتند. به آنان نیز تلفات زیادی وارد آمد و سرانجام وادار به عقب‌نشینی شدند. پس از آن نیز ضد حمله‌هایی که گردان‌های کاوانا علیه جنوبی‌ها ترتیب داده بودند در زمان کوتاهی با شکست به پایان رسید و نیروهای شمالی تنها و برجامانده ناگزیر موقعیت خود را بر روی تپه ترک کردند تا خود را به آنسوی رود آنتی تام برسانند.
لشکر نهم اتحادیه ۲۰ درصد از نیروهایش را بر اثر تلفات از دست داد. با این وجود شمار آنان دو برابر نیروهای جنوبی بود که به سمت آنان در حال پیشروی بودند. ژنرال برن‌ساید که فرسودگی و خستگی را در جناح لشکر خود می‌دید با شتاب نیروهایش را در سمت باختری رود آنتی تام گردآوری کرد و در آنجا درخواست سرباز و مهمات بیشتری کرد. اما ژنرال مک‌کللن تنها آتش پشتیبانی یک توپخانه را برای وی تدارک دید و به ژنرال برن‌ساید پیغام داد: «چیز بیشتر از این نمی‌توانم انجام دهم. نیروی دیگری دراختیار ندارم.» اما در حقیقت ژنرال مک‌کللن دو لشکر تازه‌نفس پنجم ژنرال پورتر و لشکر ششم ژنرال فرانکلین را در اختیار داشت. اما وی شخصی بیش از اندازه محتاط و محافظه کار بود. ژنرال مک‌کللن در این اندیشه بود که در صورت ضدحمله احتمالی ژنرال لی نیروی بیشتر و پرشماری تری داشته باشد. در ادامه روز سربازان خسته و کوفته ژنرال برن‌ساید بیشتر وقتشان را صرف پاسداری از موقعیتشان در آن سوی پل سپری کردند. هنگامی که نبرد با عقب‌نشینی آنان به پایان رسید دچار آسیب‌های فراوانی شدند و بسیاری نیز به اسارات دشمن درآمدند.

## پایان نبرد
در ساعت ۱۷:۳۰ بعدازظهر نبرد به پایان رسید. آمار زخمی‌ها و کشته شدگان بسیار سنگین گزارش شده بود. از تلفات ۱۲۴۰۱ نفری ارتش اتحادیه ۲۱۰۸ تن کشته شده بودند. آمار تلفات ارتش کنفدراسیون ۱۰۳۱۸ تن بود که شمار ۱۵۴۶ تن جان خود را از دست داده بودند. این آمار میزان تلفات ارتش اتحادیه را ۲۵٪ و ارتش کنفدراسیون را ۳۱٪ نشان می‌داد. در ۱۷ سپتامبر ۱۸۶۲، آمریکایی‌ها بیش از هر روز دیگری در تاریخ نظامی کشورشان جان خود را از دست داده بودند. در میان جان باختگان چند تن از فرماندهان و افسران ارشد از دو هر دو طرف دیده می‌شد.
هیچ‌یک از یورش‌های ارتش اتحادیه برای پیشروی به هسته اصلی و فروریختن مرکز سپاه کنفدراسیون به اندازه بسنده نبود. در حالی که بخش بزرگ از ارتش اتحادیه طبق صلاحدید سرلشکر مک‌کللن وارد نبرد نشدند. باوجود اینکه تلفات نبرد به نزدیکی بیست و سه هزار تن می‌رسید، اما هر دو طرف تا غروب آفتاب با سرسختی موقعیت و سنگر خود را نگه داشته بودند. روز بعد، در ۱۸ سپتامبر نیروهای جنوبی به یافتن زخمی‌ها و بخاک سپردن کشته شدگان خودی پرداختند. ارتش ژنرال لی شبانه از رود پوتوماک گذر کرد و به سمت ویرجینیا عقب‌نشینی کرد. بدین ترتیب نخستین تهاجم ژنرال لی به سوی شمال به پایان رسید. بازگشت ژنرال لی به سمت ویرجینیا این فرصت را به رئیس‌جمهور آمریکا آبراهام لینکولن فراهم کرد تا برای صدور اعلامیه آزادی بردگان خودش زمینه چینی‌های لازم را انجام دهد. اکنون وی در جنگ دو هدف را دنبال می‌کرد. یکی همبستگی میان ایالت‌های شمالی (اتحادیه) و دیگری پایان دادن به مسئله برده داری.

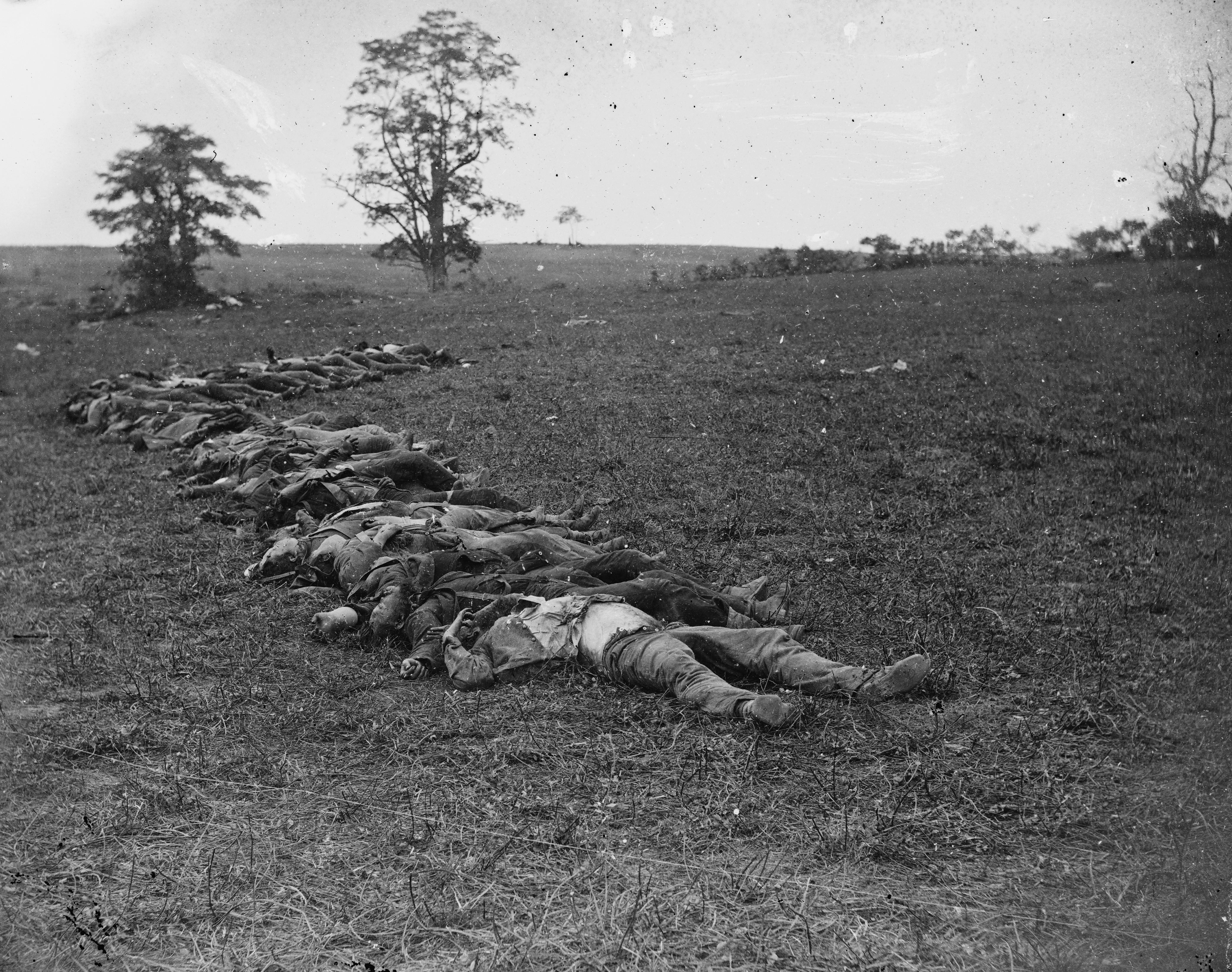
جمع‌آوری سربازان کشته شده کنفدراسیون جهت بخاک سپردن پس از پایان نبرد آنتی تام

در طی نبرد آنتی تام شش ژنرال (تک ستاره و دوستاره) کشته یا زخمی شدند. از این شش فرمانده کشته شده سه تن از سوی ارتش اتحادیه و آن سه تن دیگر متعلق به ارتش کنفدراسیون بودند که توسط بردخورد خمپاره اندازها یا توپخانه دشمن مورد هدف قرار گرفته بودند. بلندپایه‌ترین فرماندهان کشته شده در نبرد سرلشکر جوزف مانسفیلد، سرتیپ اسرائیل ریچاردسون و سرتیپ آیزاک رودمن از سوی اتحادیه و از جانب ارتش کنفدراسیون سرتیپ لورنس اوبرایان برنچ و سرتیپ ویلیام ادوین استارک بودند. فرماندهی دیگری از ارتش کنفدراسیون به نام، جورج برگوین اندرسون به هنگام نبرد در جاده سانکن از ناحیه قوزک پا مورد اصابت گلوله قرار گرفته بود، اندکی پس از نبرد بر اثر عفونت ناشی از قطع عضو جان سپرد.
| زمان نبرد             | شمار نیروهای اتحادیه | تلفات اتحادیه | شمار نیروهای کنفدراسیون | تلفات کنفدراسیون | مجموع نیروها | مجموع تلفات |
| --------------------- | -------------------- | ------------- | ----------------------- | ---------------- | ------------ | ----------- |
| کشتزار ذرت (بامدادی)  | ۲۳٬۶۰۰               | ۷٬۲۸۰         | ۲۰٬۱۰۰                  | ۶٬۵۸۰            | ۴۳٬۷۰۰       | ۱۳٬۸۶۰      |
| جاده سانکن (میان روز) | ۱۰٬۰۰۰               | ۲۹۰۰          | ۶٬۸۰۰                   | ۲۶۰۰۰            | ۱۶٬۸۰۰       | ۵٬۵۰۰       |
| پل برن‌ساید            | ۱۳٬۸۰۰               | ۲۶۰۰          | ۷٬۱۵۰                   | ۱۱۲۰             | ۲۰٬۹۵۰       | ۳۷۲۰        |

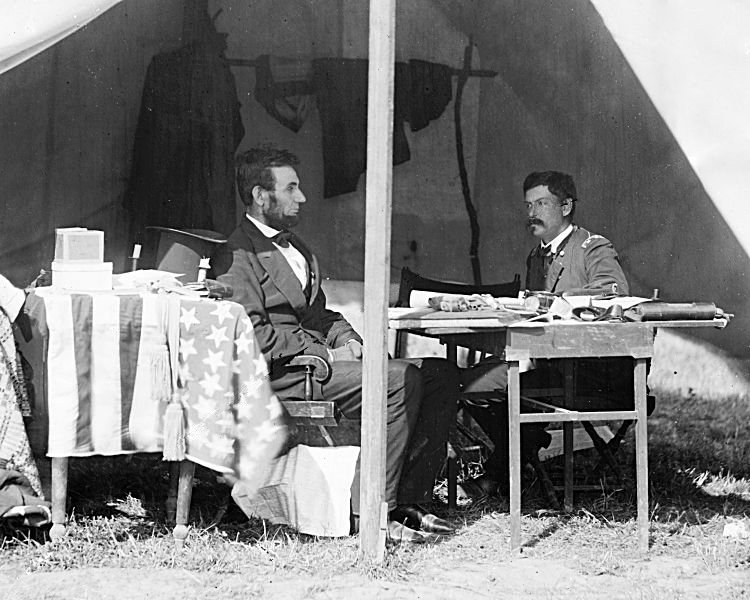
گفتگوی آبراهام لینکولن با ژنرال مک‌کللن در آنتی تام. این نگاره در ۳ اکتبر ۱۸۶۲ توسط الکساندر گاردنر گرفته شده‌است.

این نبرد برای شمالی‌ها به منزله رهایی یافتن اتحادیه و مردمش از خطر بود. زیرا از پیشروی جنوبی‌ها به ایالت‌های شمالی جلوگیری کرده بود و تهدید دشمن برطرف شد. در این فرایند ارتش اتحادیه به نمایندگی از شمالی‌ها در این نبرد خود را به عنوان یک نیروی رزمی خوب و قابل اتکا نشان داد. به ویژه پس از چند عملیات و اردوکشی‌های دلسردکننده و نافرجام که در چند ماهه گذشته اتفاق افتاده بود. پس از شکست در دومین نبرد بول ران روحیه ارتش اتحادیه به پایین‌ترین سطح رسیده بود. اما نبرد آنتی تام یک نمونه و سرمشق از دلاوری و توانایی‌های رزمی برای تمامی نیروهای شمالی شد. با این وجود فرمانده آن‌ها ژنرال مک‌کللن به‌طور کامل از فداکاری‌های آنان قدردانی نکرد. هیچ‌یک از دو طرف نمی‌توانست به‌طور کامل ادعای پیروزی داشته باشد. اما شمالی‌ها پس از پایان نبرد احساس خوبی داشتند. از سویی ارتش ویرجینیای شمالی به فرماندهی ژنرال رابرت لی نیز در این نبرد باتوجه به موقعیت ضعیفتر و نیروی کوچک‌تر نسبت به دشمن نمایش درخشانی داشت. بسیاری این باورند که رهبری و فرماندهی ژنرال لی در این نبرد بهترین عملکرد وی در تمامی دوران حرفه نظامی اش بوده‌است و پس از نبرد آنتی تام بر جایگاه و آوازه اش افزوده شد. او می‌توانست به‌درستی به دلیل حفظ موقعیت خود در پایان روز نبرد یک اعلام پیروزی روحیه بخش داشته باشد. با این وجود به هیچ‌یک از اهداف اصلی خود نرسید، حتی برای وارد آوردن خسارت جدی به ارتش اتحادیه ناکام ماند. برای جنوبی‌ها عملیات مریلند از پیشرفت اندکی جهت تقویت خودمختاری و استقلال ایالت‌های جنوبی برخوردار بود.
برخی از کارشناسان تاریخ برای اتحادیه این نبرد را یک پیروزی استراتژیکی نامیدند. با همه این‌ها، عملکرد به نسبت ضعیف ژنرال مک‌کللن در طی نبرد مورد بحث بسیار قرار گرفت. در برابر آن ژنرال لی توانایی‌های فرماندهی ممتاز خود را با وجود داشتن نیروهای کمتر در رویاروی با یک دشمن پرشمار نشان داد. تلفات در هر دو سمت قابل مقایسه و سنجش است. هرچند نسبت به درصد، ژنرال لی نیروهای بیشتری از دست داد و زودتر میدان نبرد را ترک کرد. موضوعی که در اصطلاح نظامی به آن به عنوان بازنده تاکتیکی در طول جنگ داخلی یاد می‌شود. با این که این نبرد از لحاظ استراتژی و جنگی بی‌نتیجه ماند با این وجود آنتی تام نقطه عطف و یک پیروزی برای ایالت های شمالی بشمار می‌رفت. زیرا به اهداف نظامی ژنرال لی جهت پیشروی به سمت ایالت‌های شمالی پایان داد.
همچنین پیروزی اتحادیه مانع بزرگی از به رسمیت شناختن کنفدراسیون جنوب (ایالات مؤتلفه آمریکا) به عنوان یک کشور مستقل از سوی فرانسه و بریتانیای کبیر شد. آن‌ها به انجام این کار بسیار نزدیک شده بودند زیرا این کشورها به از سرگیری واردات پنبه از ایالت‌های جنوبی آمریکا بسیار محتاج بودند. حتی پیش از نبرد آنتی تام، نمایندگان جنوبی به انگلستان سفر کرده و در طی دیدار با برخی سران سیاسی آنجا به توافق رسیدند که در صورت پیروزی احتمالی روابط سیاسی دو کشور آغاز شود. اما هنگامی که اخبار آنتی تام و اعلامیه آزادی بردگان به اروپا رسید. اروپایی‌ها به سیاست گذشته خود روی آورده و بی‌طرفی خود را اعلام کردند.
با این وجود رئیس‌جمهور لینکولن از عملکرد ژنرال مک‌کللن چندان رضایت نداشت. گزارش‌های موجود از ۱۷ سپتامبر تا ۲۶ اکتبر نشان می‌دهد علی‌رغم درخواست‌های مکرر رئیس‌جمهور و وزارت جنگ در رابطه با تعقیب نیروهای دشمن، ژنرال مک‌کللن به بهانه کمبود سازو برگ جنگی و ترس از پراکنده شدن نیروهایش از گذر کردن بر روی رودخانه پوتوماک و دنبال کردن ارتش دشمن خودداری کرده‌است. ژنرال هنری هالک فرمانده نیروی زمینی اتحادیه در انتقاد از عملکرد مک‌کللن در یک گزارش رسمی نوشت: «بی تحرکی و سکون طولانی یک ارتش بزرگ در برابر دشمنی شکست خورده، آن هم در مناسب‌ترین فصل سال و بهترین زمان برای یک عملیات سریع و برق آسا، موردی بسیار ناامیدکننده و مایه شرمساری است.»
لینکلن در پنجم نوامبر ژنرال مک‌کللن را از فرماندهی ارتش پوتوماک برکنار و ژنرال برن‌ساید را به عنوان جانشین وی منصوب کرد. با برکناری مک‌کللن از فرماندهی فعالیت نظامی وی بطرز محسوسی پایان یافت و پس از آن دیگر در هیچ نبردی حضور چشمگیری نداشت.

## تصویربرداری تاریخی

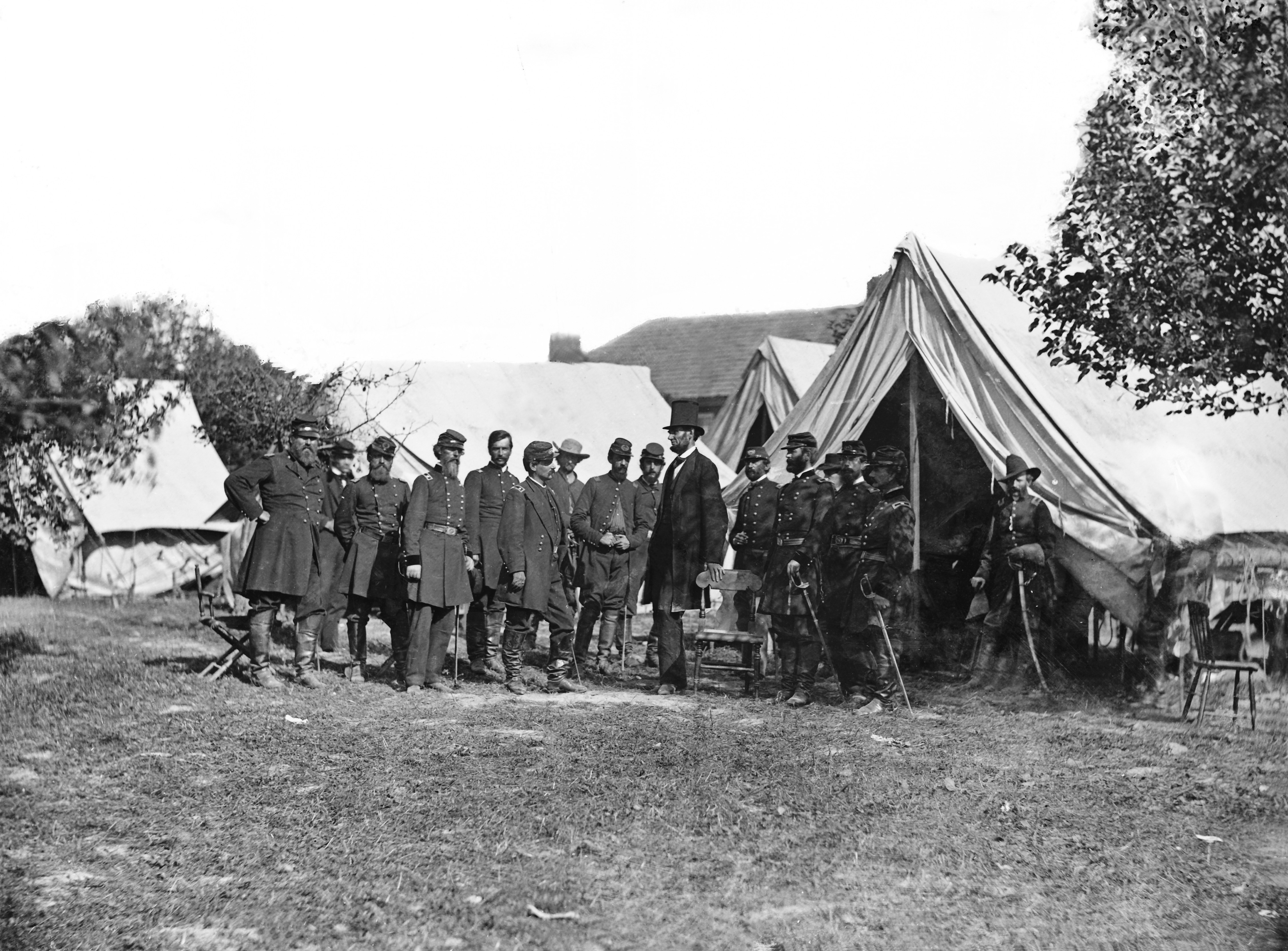
دیدار آبراهام لینکلن با فرماندهان ارتش اتحادیه

دو روز پس از پایان نبرد، عکاس و خبرنگار اسکاتلندی به نام الکساندر گاردنر به محل نبرد رسید و با گذاشتن صفحه نمایش درون دوربین عکاسی استریویی اش از حومه منطقه و میدان‌های نبرد شروع به عکاسی کرد. با ثبث هفتاد تصویر از جانباخته‌های نبرد، کارگران قبرکن و گورهای کنده شده به نیورک بازگشت. گاردنر عکاسی بود که برای متیو بریدی کار می‌کرد و به همراه کارفرمای خود در نیویورک نمایشگاهی از تصاویر گرفته شده پس از جنگ را با عنوان ساده ای بنام «مرگ آنتی تام» برپا کرد. اما برای بازدید کنندگان دیدن تصاویر این نمایشگاه چندان ساده و پیش پا افتاده نبود. این تصویرها برای جامعه آمریکا، جزء نخستین تصاویری بود که پس از پایان یک جنگ و از تلفات آن گرفته شده بود. تصاویر گاردنر تکان دهنده، تلخ و گزنده بود و چهره جنگ را عریان و بدون سانسور نشان می‌داد. گاردنر با ثبت این تصاویر به مردم آمریکا جهت شناخت و مفهوم این جنگ کمک کرد و هر آمریکایی با دیدن آن‌ها نوعی احساس برادرکشی برایش تداعی می‌شد. جنگی که تا پایان آن در سال ۱۸۶۵ نزدیک به ششصد هزار آمریکایی را به کام مرگ فرستاد.
برای مردم عکس‌های کشته شدگان و جانباختگان میدان نبرد، چهره افراد غریبه و ناشناس نبود بلکه آن‌ها به فرزندان، پدران، پسران، عموزادگان و دوستان خودشان را نگاه می‌کردند. عکس‌های گرفته شده گاردنر از آنتی تام میراثی پایدار و دردناکی از خود برجای گذاشت که آن روی جنگ و چهره پنهان و دیده نشده اش را به مخاطب نشان می‌داد.
یکی از بازدیدکنندگان ویژه و برجسته تصاویر گاردنر، نویسنده و اندیشمند آمریکایی بنام الیور وندل هلمز بود. وی در واکنش به دیدن این تصاویر طی مقاله ای در شماره ۱۸۶۳ ماهنامه آتلانتیک می‌نویسد: این تصاویر (برای بینندگان) تنها گواهی دهنده و نشانگر راستگویی نیست که مانند پرتو آفتاب ماهیت ناخوشایندشان را نشان بدهد. او در ادامه می‌نویسد:... این تصاویر نمایانگر و تفسیرکننده تمدنی است که از طریق سفیران خود با چنین قدرتی، وحشی‌گری برتری جویی خود را به نمایش می‌گذارد. هوملز از دقت وحشتناکی می‌نویسد که عکس‌های گاردنر از تلفات نفرت‌انگیز و دلخراش جنگ نشان می‌دهد.

### نگارخانه

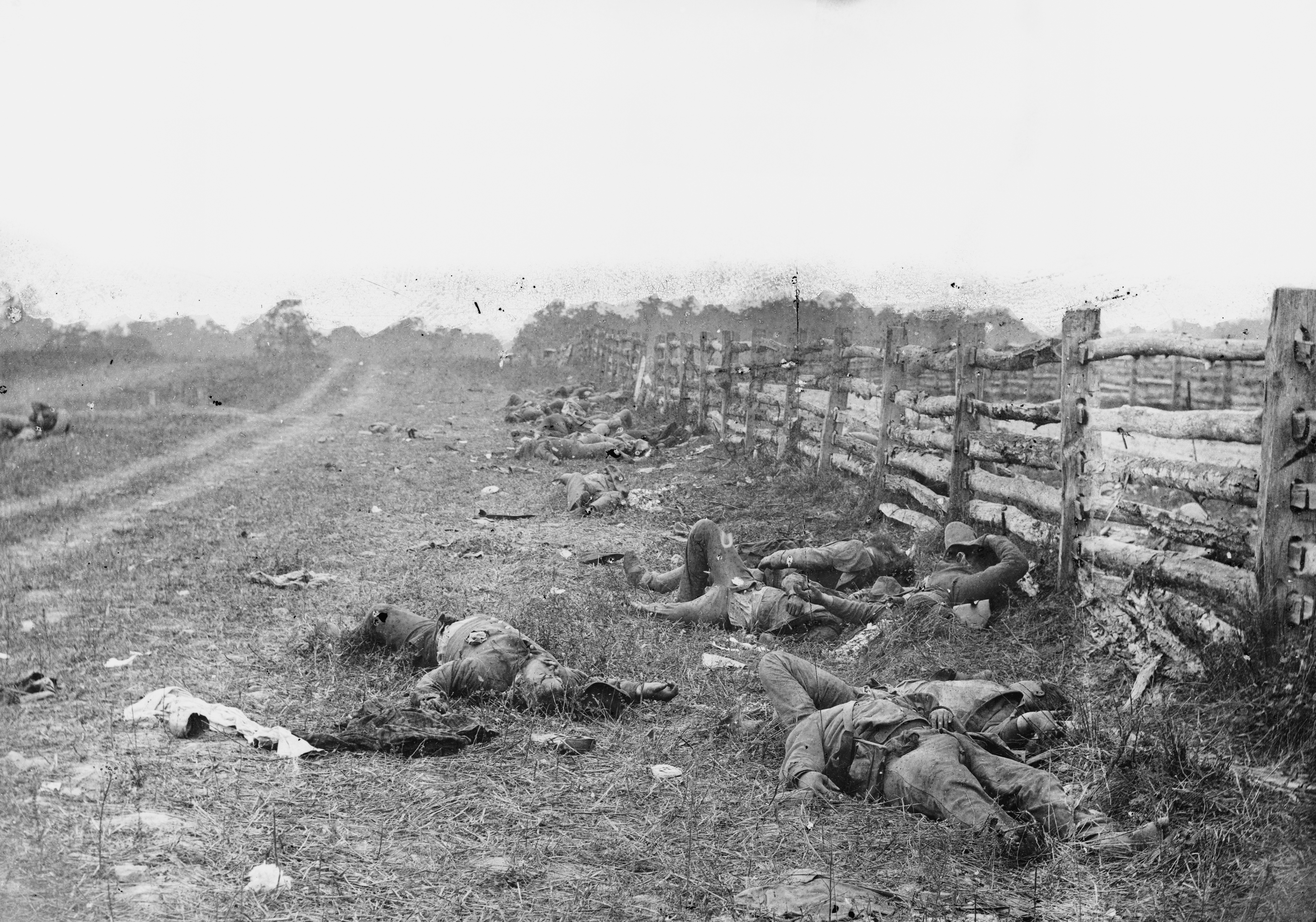
سربازان کشته شده کنفدراسیون در کنار جاده هیگرزتاون در بخش شمالی کلیسای دانکر
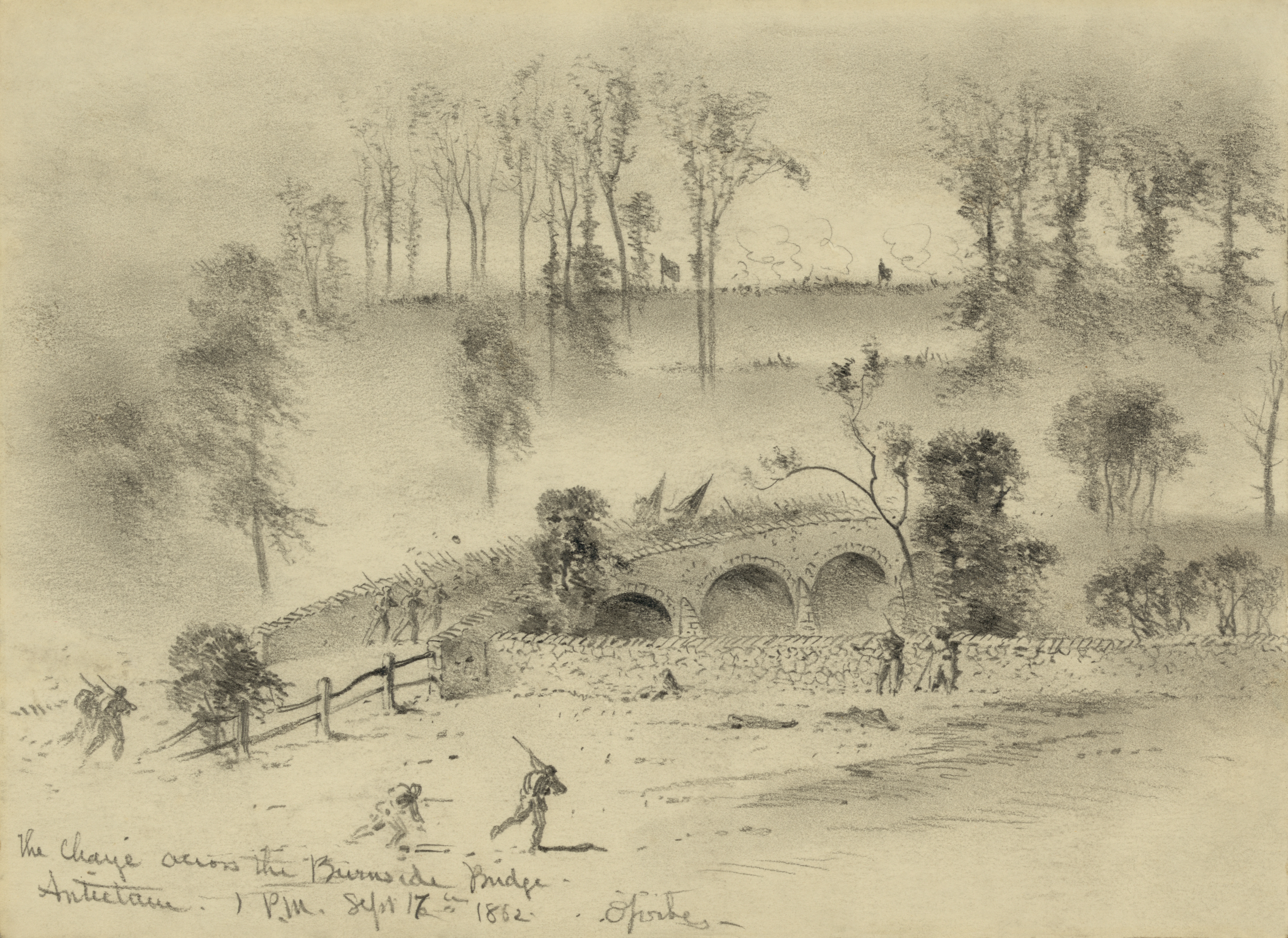
طرحی از پیشرروی نیروهای اتحادیه هنگ ۵۱ نیویورک و ۵۱ پنسیلوانیا بر روی پل برن‌ساید توسط ادوین فوربس
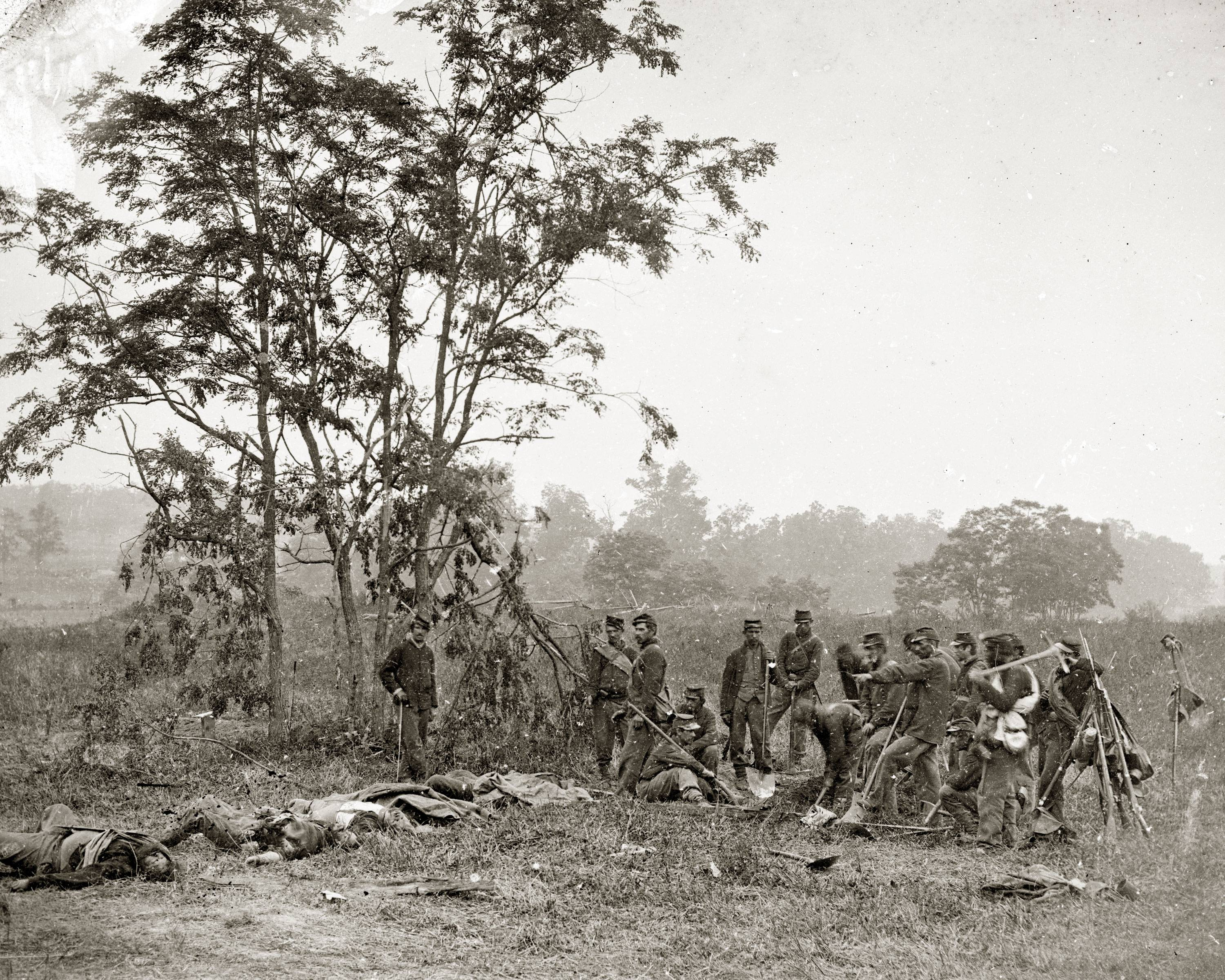
کارگران گورکن در حال بخاک سپردن نیروهای جانباخته اتحادیه
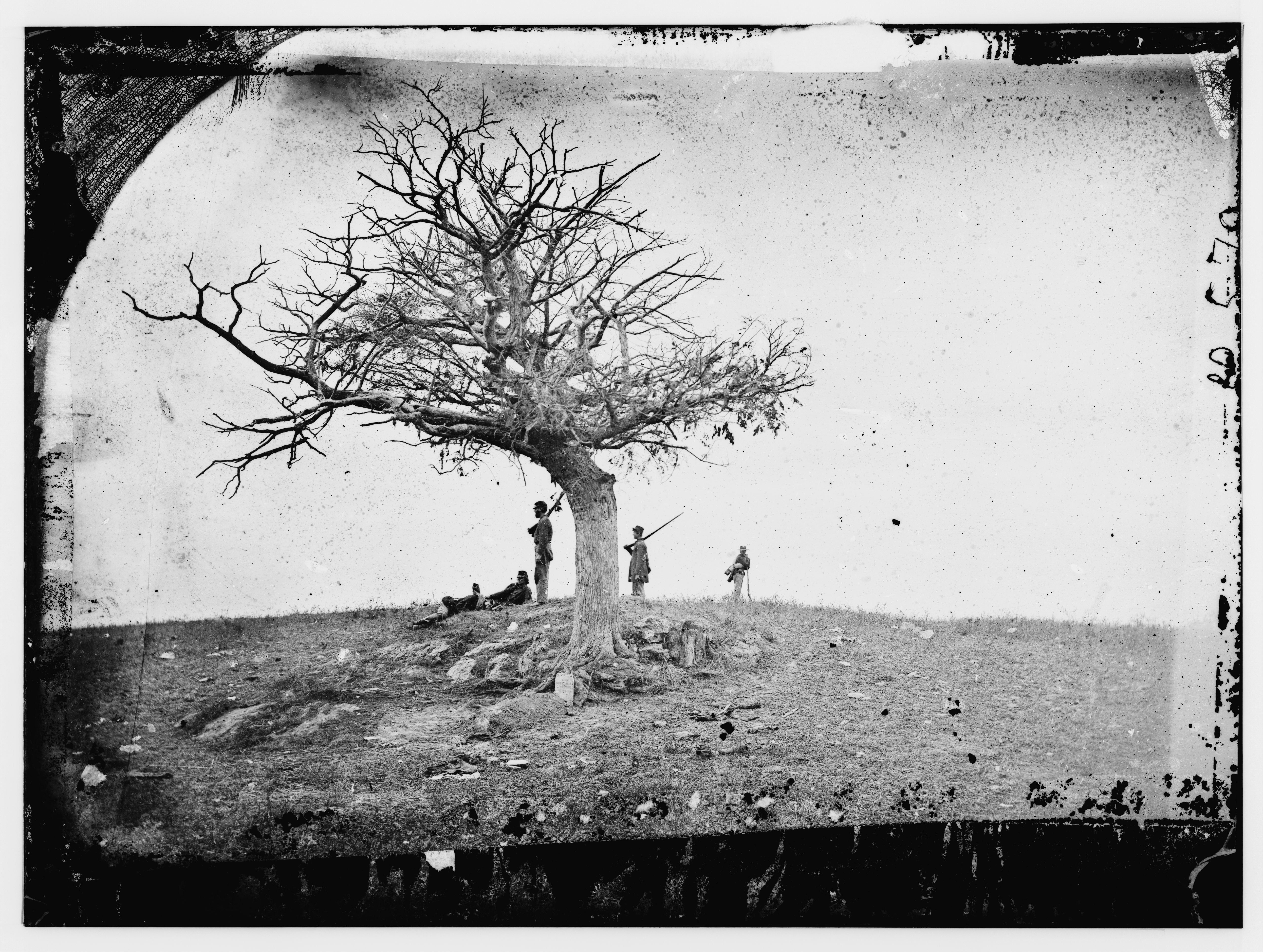
نگاره ای از الکساندر گاردنر که آرمگاه انفرادی یکی از کشته شدگان ارتش اتحادیه در کنار یک درخت
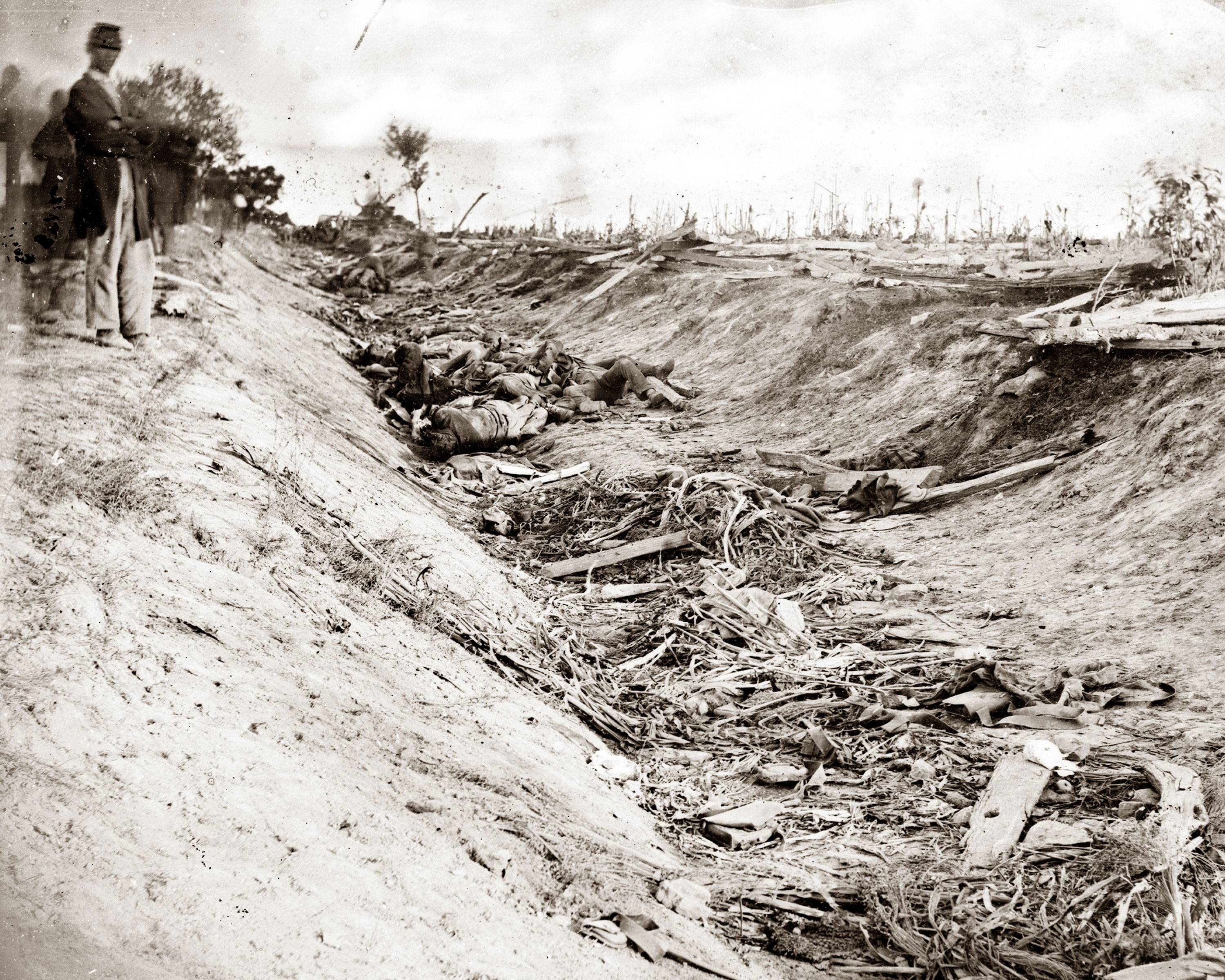
نگاره ای از الکساندر گاردنر از جانباختگان کنفدراسیون در مسیر خونین (Bloody Lane)
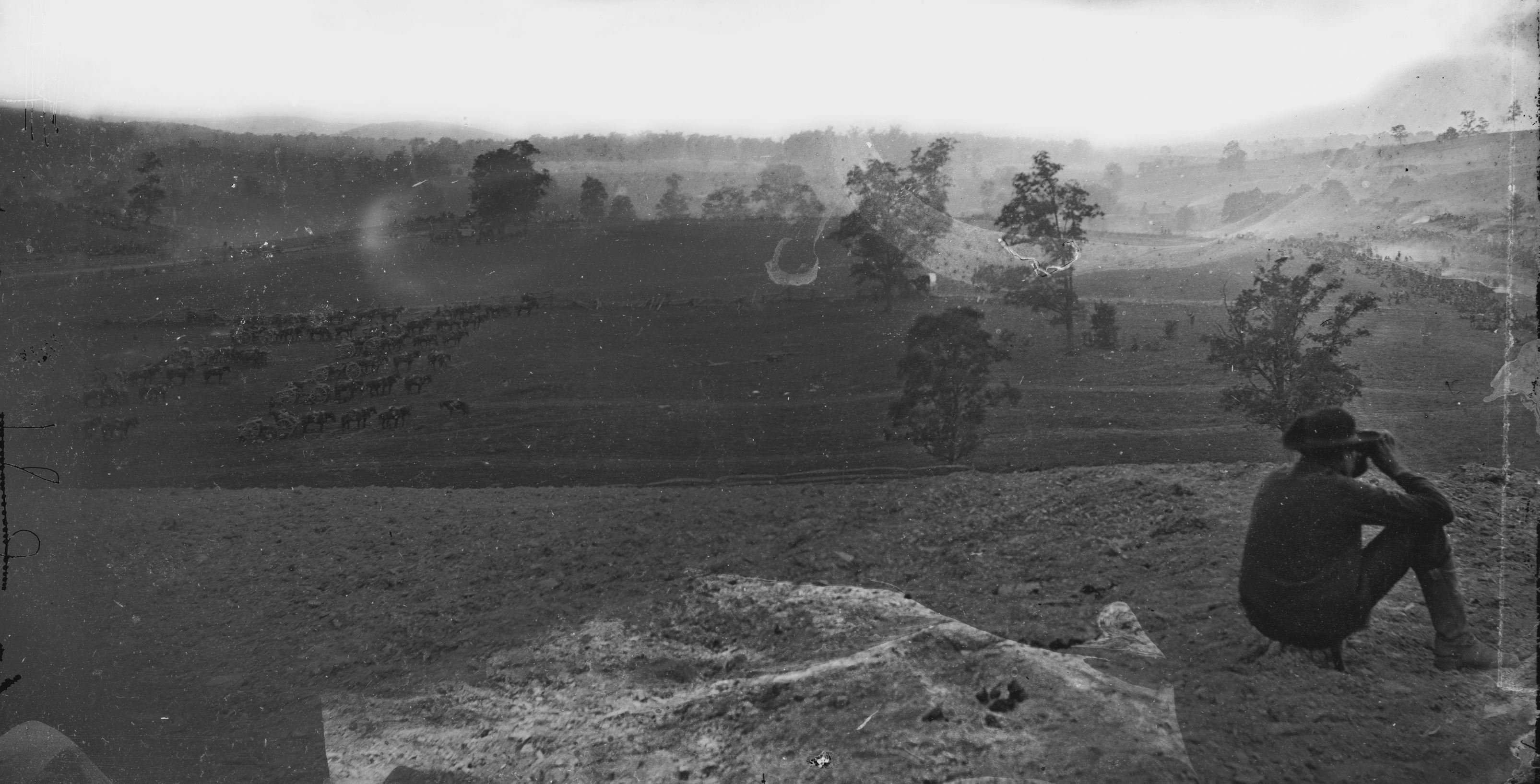
نگاره ای از الکساندر گاردنر از چشم‌انداز آنتی تام
نقاشی از پیشروی صبحگاهی نیروهای اتحادیه در کشتزار ذرت
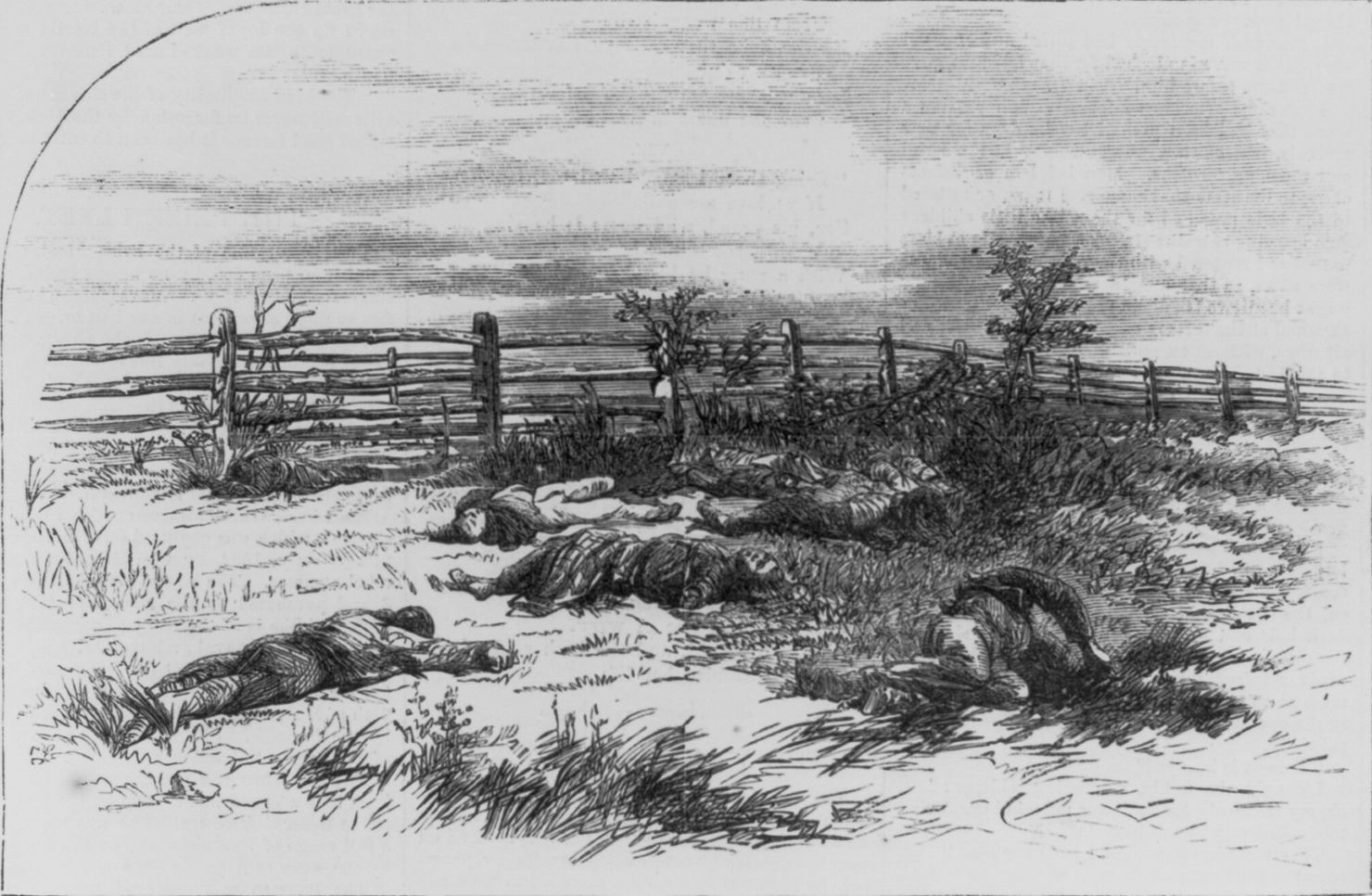
طرحی از هفته هارپرز ویکلی از کشته شدگان نبرد آنتی تام

## یادداشت
1. ↑  ارتش کنفدراسیون از پیشروی به ایالت‌های شمالی ناتوان ماند. از سویی ارتش اتحادیه باوجود برتری نیروهایش نتوانست بر ارتش کنفدراسیون چیرگی به‌دست آورد.
2. ↑  Battle of Sharpsburg
3. ↑  ژنرال نام عمومی است که به تمام فرماندهان دارای نشان ستاره اطلاق می‌شود. در ارتش اتحادیه ژنرال تک ستاره برابر با سرتیپ و دو ستاره برابر با سرلشکر است.
4. ↑  Dunker Church
5. ↑  Sunken Road
6. ↑  هر دو نام موتلفه یا کنفدراسیون به نیروهای جنوبی اطلاق می‌شود
7. ↑  مک‌کللن به اشتباه شمار نیروهای دشمن را دو برابر حد واقعی متصور بود.
8. ↑  South Mountain
9. ↑  ژنرال مک‌کللن وابسته به حزب دموکرات و بی اعتنا به مسئله لغو برده داری بود. از این جهت برای جمهوری خواهان رادیکال انتخاب وی به عنوان فرمانده ارتش اتحادیه ناخوشایند بود.
10. ↑  دو لشکر پنجم و ششم به عنوان نیروهای ذخیره وارد نبرد نشدند.